# الخط الزمني لثورة الشباب اليمنية (يناير - 2 يونيو 2011)
للخط الزمني منذ 3 يونيو إلى 22 سبتمبر 2011, انظر الخط الزمني لثورة الشباب اليمنية (3 يونيو - 22 سبتمبر 2011)
للخط الزمني منذ 3 سبتمبر إلى ديسمبر 2011, انظر الخط الزمني لثورة الشباب اليمنية (23 سبتمبر - ديسمبر 2011)
للخط الزمني منذ يناير إلى 27 فبراير 2012 , انظر الخط الزمني لثورة الشباب اليمنية (يناير - 27 فبراير 2012)
.
قامت مظاهرات شعبية على غرار الثورة التونسية وزادت حدتها بعد ثورة 25 يناير المصرية خرج المتظاهرون للتنديد بالبطالة والفساد الحكومي وعدد من التعديلات الدستورية التي كان ينويها علي عبد الله صالح، مؤشر التنمية البشرية منخفض جدا في اليمن، إذ تحتل البلاد المرتبة 133 من 169 دولة يشملها التقرير والحكومة يمنية هي أكثر الحكومات فسادا سياسيا وعسكريا واقتصاديا جاء ترتيب اليمن في المرتبة 164 من 182 دولة شملها تقرير الشفافية الدولية لعام 2011 المعني بالفساد، ولا تتجاوزه دول عربية أخرى سوى العراق والصومال حكم علي عبد الله صالح اليمن لمدة 33 سنة واستأثر أقاربه وأبناء منطقته بمناصب مهمة وحساسة في الدولة وصنّف اليمن كدولة فاشلة واحتل المرتبة 13 من قبل مؤسسة صندوق دعم السلام المعني بتصنيف فشل الدول.

## أهم أحداث هذه الفترة
خرج مايقارب 16,000 متظاهر في 27 يناير 2011 تنديدا بالأوضاع الاقتصادية والسياسية للبلاد وأعلن صالح أنه لن يرشح نفسه لفترة رئاسية جديدة ولن يورث الحكم لإبنه أحمد في 2 فبراير تظاهر 20,000 شخص في الميادين العامة مطالبة بتنحي صالح دون شروط في بدايات شهر مارس، بدأ الأمن المركزي باستعمال العنف ضد المتظاهرين، فقتل ثلاثة أشخاص في صنعاء وشخص في المكلا وفي 18 مارس، قتل 52 شخص برصاص قناصة ورغم أن اليمن من أكثر بلدان العالم تسلحا، حاول الثوار المحافظة على سلمية ثورتهم قدر المستطاع ولم يشكل الطلبة والشباب الذين كانوا لب الاحتجاجات أي ميليشيات مسلحة للتصدي لقوات الأمن المركزي.

صورة العام لمتظاهر يمني مصاب بعدسة صاموئيل آراندا لصحيفة النيويورك تايمز

في 23 أبريل، قبل صالح اقتراحا بالتنحي ونقل الحكم إلى نائبة بعد ثلاثين يوما من التوقيع، وشمل الاتفاق حصانة له ولأسرته، وتشكيل حكومة وفاق وطني من المؤتمر واحزاب اللقاء المشترك، لم يتم التوقيع والاتفاق رسمي أو من الجانبين ومع إمكانية استمرار المواجهة. قررت المعارضة الموافقة على الصفقة بعد أن كانت قد رفض في البداية شروط صالح، ومن المتوقع أن يدخل حيز التنفيذ قبل 2 مايو. رفض صالح التوقيع بنفسه، وقد رفضت المعارضة اقتراحا لتوقيع الاتفاقية من كبار المسؤولين كوكلاء عن صالح. في 22 مايو، بعد أن وافق صالح على هذه الصفقة وبعد ساعات فقط رفض صالح التوقيع على المبادرة، وأعلن «مجلس التعاون الخليجي» عن تعليق جهودها في التوسط في اليمن.
وفيما يلي التسلسل الزمني لأحداث ثورة الشباب اليمنية من يناير إلى 2 يونيو 2011 :

## الخط الزمني
|  | انتبه: أُنشئت هذه الصفحة نتيجة لترجمة جزئية أو كلية للصفحة الأصيلة «Timeline of the Yemeni revolution (January – 2 June 2011)» في ويكيبيديا الإنجليزية تحت رخصة جنو للوثائق الحرة. وقد تكون الترجمة غير دقيقة أو ناقصة. |

### يناير

#### منتصف يناير
تظاهر آلاف يمنيين في الشوارع في صنعاء منذ منتصف يناير 2011 للمطالبة بإجراء تغيير في الحكومة، وكانت الاحتجاجات في جنوب البلاد أكثر عدوانية. الاحتجاجات التي وقعت في العديد من المدن في شمال وجنوب اليمن ضد المقترحات الحكومية اليمنية لتعديل الدستور في اليمن وعلى البطالة والظروف الاقتصادية. وفي 20 يناير شملت الاحتجاجات آلاف متظاهرين في تعز. وجرت احتجاجات في عدن في 18 19 وفي 20 يناير  في عدن، إحرقت إطارات السيارات، وسدت الطرق وأصيب مالا يقل عن سبعة أشخاص من الجنود والمتظاهرين. تضاعفت الاحتجاجات في صنعاءاعتبارا من 20 يناير 2011. اعتبارًا من 20 يناير 2011. اثنان من الاحتجاجات وقعت في جامعة صنعاء، مع شعار «اترك قبل كنت تضطر للمغادرة»، والتي تفسرها رويترز على أنها انتقاد «القادة العرب المستبدين، بما في ذلك صالح».

#### 27 يناير
16,000 على الأقل من المتظاهرين خرجوا إلى الشوارع في صنعاء في 27 يناير، بما في ذلك على الأقل 10,000 في «جامعة صنعاء».
بعد أن أعلنت الحكومة عن نوايا لإجراء إصلاحات سياسية، المتظاهرون رفض المقترحات واسعة لا يكفي لضمان صالح أو ابنه عدم الاستمرار في سلالة حاكمة. المتظاهرين يبدو أن تضغط من أجل الإصلاح بدلاً من ثورة خلافا في تونس. صحفي يمنى وقال: «هذه لم تكن عفوية أو مثل الاحتجاجات الشعبية في مصر، ولكن بدلاً من المسيرات الجماهيرية التي نظمتها المعارضة الذين يستخدمون الأحداث في تونس لاختبار النظام لصالح. هذا هو إلا بداية لمعركة سياسية شرسة في الفترة السابقة الانتخابات البرلمانية التي ستجري في اليمن في أبريل.»

#### 29 يناير
وطالب المتظاهرون في صنعاء في 29 يناير، الإطاحة بصالح. ورددوا «على، وإجازة إجازة» و«تونس، غادر مصر بعد ذلك واليمن في المستقبل القريب» قبل أن ضباط الشرطة يرتدون ملابس مدنية هاجموا المظاهرة، على الرغم من ليست إصابات. توكل كرمان، عضو في البرلمان قيادي التجمع اليمنى للإصلاح، قال أن أفراد قوات أمن حاولت مهاجمة لها مع خنجر وأحذية ولكن المتظاهرين أوقفه. وقالت أيضا «أننا سنواصل حتى سقوط نظام على عبد الله صالح. لدينا» حركة الجنوب«في الجنوب، ومتمردي الحوثي (الشيعة) في الشمال، وإلى المعارضة البرلمانية التي تدعو إلى التغيير السياسي.»

### فبراير
أحداث هذا الشهر بالتفصيل في ويكي الأخبار.
| - الجمعة 11 فبراير (جمعة الغضب) - السبت 12 فبراير - الأحد 13 فبراير - الإثنين 14 فبراير - الثلاثاء 15 فبراير - الأربعاء 16 فبراير | - الخميس 17 فبراير - الجمعة 18 فبراير (جمعة البداية) - السبت 19 فبراير - الأحد 20 فبراير - الإثنين 21 فبراير (توحيد المطالب في الشمال والجنوب) - الثلاثاء 22 فبراير | - الأربعاء 23 فبراير - الخميس 24 فبراير - الجمعة 25 فبراير (جمعة التحدي) - السبت 26 فبراير - الأحد 27 فبراير - الإثنين 28 فبراير |

#### 3 فبراير – «يوم الغضب»

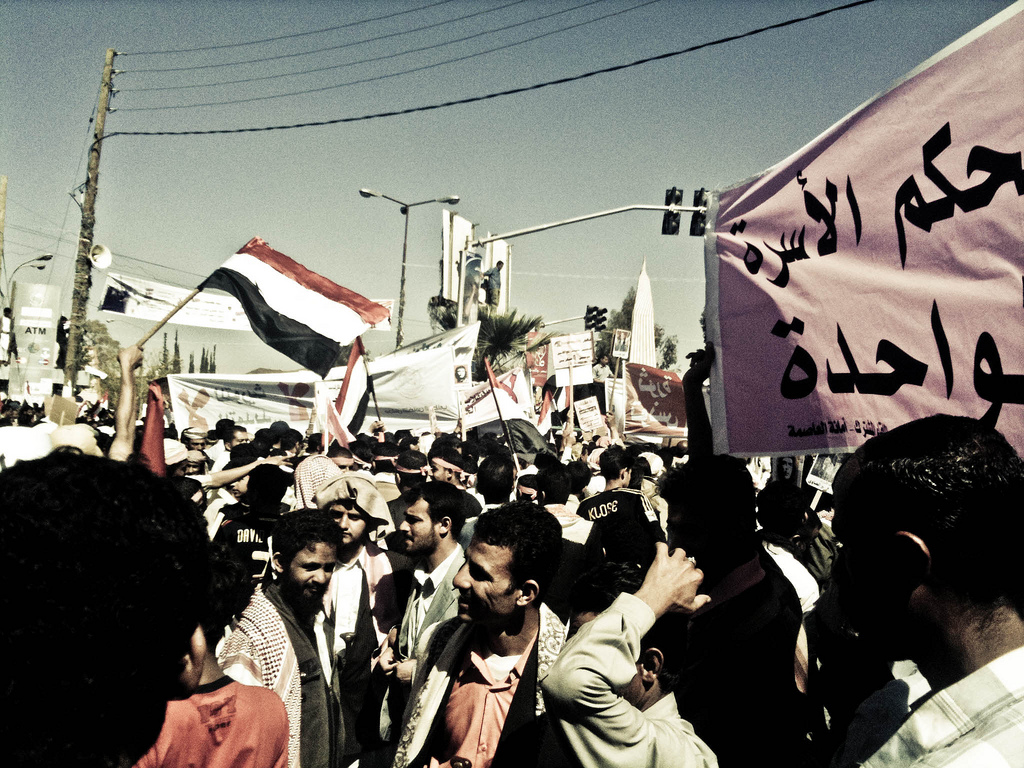
المحتجين في صنعاء في 3 فبراير.

دعى المتظاهرين لجمعة الغضب. ووفقا لوكالة أنباء شينخوا شارك مليون متظاهر في المظاهرات بصنعاء. وذكرت وزارة الداخلية اليوم السابق أنها زادت من انتشار الأمن قبل الاحتجاجات غية منع الأسلحة من يجري الأخذ و«المشتبه فيهم» من دخول المدن الكبرى.
تظاهر حوالي 20 ألف شخص في صنعاء. قبل المظاهرة المناهضة للحكومة، أفراد مسلحين من حزب المؤتمر الشعبي العام إعداد الخيام وصور للرئيس صالح في ساحة التحرير، مكان الاحتجاج المناهضة للحكومة الأصلي، مما اضطر تغيير المكان للمتظاهرين المناهضين للحكومة. تخللتها خدمات الأمن الذين أفيد أن أطلقت الغاز المسيل للدموع والذخيرة الحية حتى احتجاج في عدن. دعا محمد بن-صبري «المنتدى المشترك» لصالح في محاولة لوقف الاحتجاجات «غير مقبول»؛ على الرغم من أنه قال أيضا أن مجموعته «سيناقش إعلان الرئيس». قناة الجزيرة قال أن اليمن قد زاد الأمن في اليوم التالي.

#### 11 فبراير
نظّم الآلاف من أنصار الحراك الجنوبي بعدد من المحافظات الجنوبية مسيرات احتجاج في ما سموه «جمعة الغضب» جابت شوارع عدة مدن هي عدن وأبين والضالع وشبوة بجنوبي البلاد، ومحافظة تعز جنوبي العاصمة اليمنية صنعاء حيث تم تدشين أول ساحة للاعتصام ونصب الخيام فيها لتبدأ ثورة الشباب السلمية بشكل حقيقي مرددين خلالها شعارات تطالب بالتغيير، كما دعوا إلى رحيل نظام الرئيس علي عبد الله صالح، قبل أن تسارع قوات الأمن بتفريقهم.
ذكرت منظمة حقوق الإنسان أن السلطات اليمنية اعتقلت الليلة أكثر من 10 أشخاص بعدما احتفل المحتجون بسقوط نظام الرئيس المصري حسني مبارك في هذا اليوم. وقالت أن الاحتفالات تحولت إلى مصادمات حين تم الهجوم على المحتجين من قبل مئات من الرجال المسلحين بالمـُدى والعصي والبنادق، فيما وقفت قوات الأمن دون تدخل.

#### 18 فبراير -«جمعة البداية»

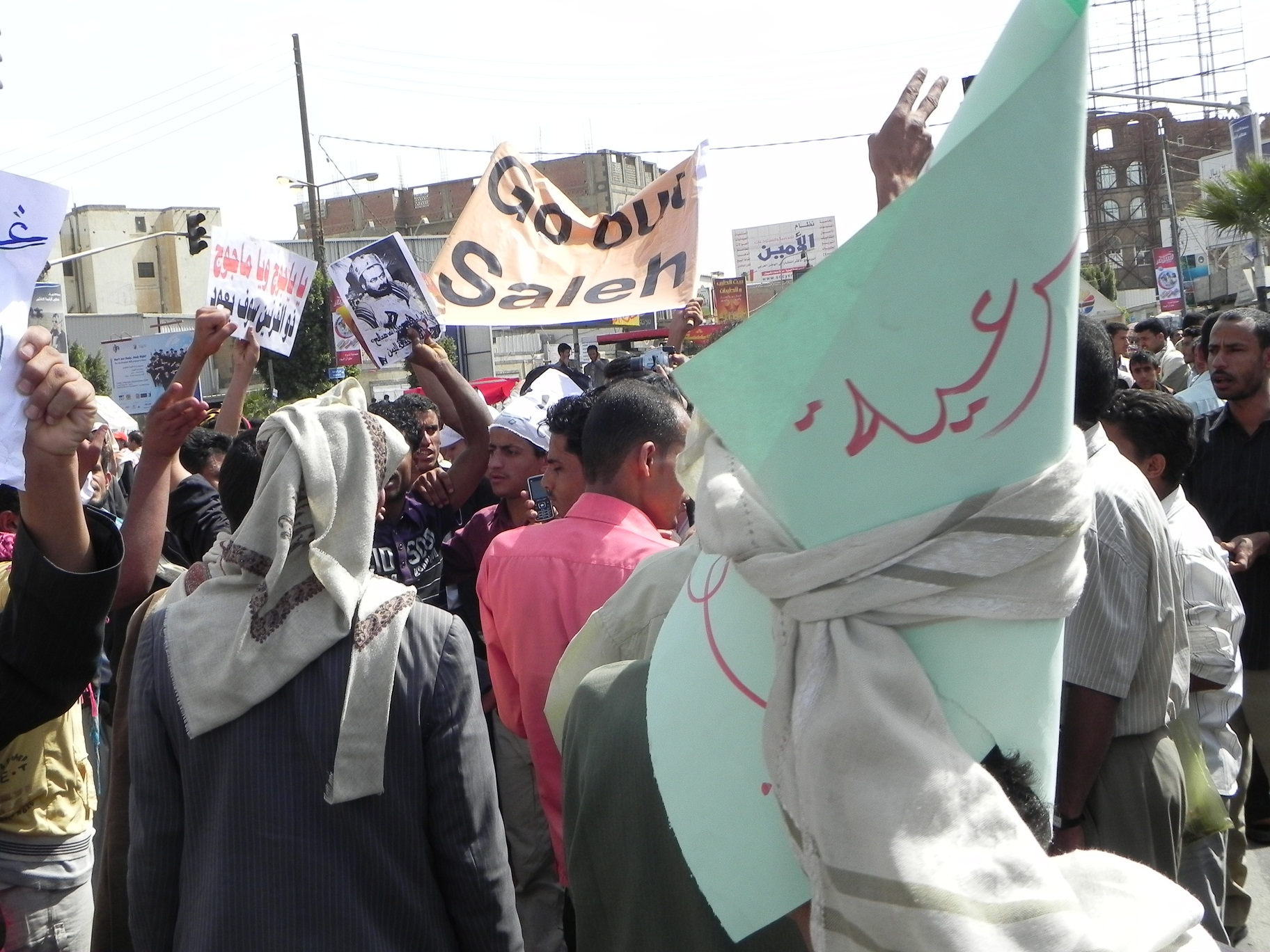
انضم بعض القبائل إلى الاعتصامات أمام جامعة صنعاء في 21 فبراير.

وقعت اشتباكات عنيفة بين محتجين يطالبون بتغيير نظام الحكم ورجال أمن بزي مدني كانوا يحملون صور الرئيس علي صالح مما أدى إلى إصابة أربعة أشخاص. وأفاد مراسل الجزيرة نت في اليمن عبده عايش بأن مؤيدي النظام مسلحون بعصي كهربائية وهراوات يقول المعارضون أنها تأتي من معسكرات الأمن، وأشار إلى أن شهود عيان لاحظوا أن سيارات تنقل هؤلاء الأشخاص إلى أماكن وجود المتظاهرين، ليتم الاعتداء عليهم وتفريقهم.
سقط 4 قتلى و11 جريحاً برصاص قوات الأمن عند تفريقها احتجاجات شهدتها عدن اليوم الجمعة. وشارك الآلاف في المظاهرات التي انطلقت من المنصورة وكريتر والشيخ عثمان والمعلا ودار سعد وعدد من الأحياء في عدن، ثم اتسع نطاقها لتشمل جميع مديريات عدن الثمانية، كما أقدم المتظاهرون على إحراق مبنى المجلس المحلي ومركز الشرطة في حي الشيخ عثمان، وأضرموا النار في عدد من السيارات. ونشرت السلطات مزيدا من قواتها في مداخل المدن، وشنت حملة اعتقالات في أوساط الناشطين.
وفي مدينة تعز قتل شخص وأصيب 87 آخرون عندما ألقى مجهولون قنبلة وسط مسيرة حاشدة في ساحة الحرية حيث أدوا صلاة الجمعة. وشارك في المسيرة عشرات الآلاف الذين نادوا بتغيير نظام الحكم. وأطلق المنظمون على المسيرة «جمعة البداية» لتصعيد الاحتجاجات في مختلف المحافظات اليمنية، وانضم إلى المسيرة –التي دعا إليها تجمع شباب من أجل التغيير ارحل- شيوخ وأحزاب سياسية وأعضاء في المجلس المحلي وقيادات في تكتل أحزاب اللقاء المشترك المعارض. كما توافد مواطنون إلى تعز من مختلف المحافظات ومن سنحان، مسقط رأس الرئيس اليمني للمشاركة في المسيرة. وشهدت المسيرة إلقاء قنبلة يدوية على جانب من المتظاهرين بعد احتجاجهم على موكب رئيس الكتلة البرلمانية لحزب المؤتمر الشعبي العام الحاكم الذي مر بجانبهم، مما أسفر عن إصابة ثلاثين شخصا بجروح متفرقة بحسب رئيس اللجنة الإعلامية في «تجمع شباب من أجل التغيير ارحل» عصام هايل.
أصيب أربعة أشخاص في مدينة المكلا عاصمة حضرموت بجنوب اليمن في اشتباكات مع رجال الشرطة عقب صلاة الجمعة.

#### 25 فبراير – «جمعة التحدي»
خرجت اليوم المظاهرات المطالبة برحيل نظام علي عبد الله صالح في صنعاء وعدن وتعز وصعدة. وقد قتل أربعة أشخاص وأصيب العشرات في المصادمات التي وقعت بين قوات الأمن ومتظاهرين مناهضين للنظام اليمني في مدينة عدن بجنوب البلاد، بينما لم تسجل مظاهرات صنعاء وتعز وصعدة أي إصابات. كما خرج اليوم عشرات الآلاف من المؤيدين للرئيس علي عبد الله صالح في مظاهرات في كل من صنعاء وصعدة وحجة.

### مارس
أحداث هذا الشهر في ويكي الأخبار:
| - الثلاثاء 1 مارس - الأربعاء 2 مارس - الخميس 3 مارس - الجمعة 4 مارس (جمعة التلاحم) - السبت 5 مارس - الأحد 6 مارس - الثلاثاء 8 مارس (ثلاثاء الغضب) - الخميس 10 مارس | - الجمعة 11 مارس (جمعة اللاعودة) - السبت 12 مارس - الأحد 13 مارس - الإثنين 14 مارس - الثلاثاء 15 مارس - الأربعاء 16 مارس - السبت 19 مارس | - الإثنين 21 مارس (قبيلة حاشد تنضم للثوار) - الثلاثاء 22 مارس - الأربعاء 23 مارس - الخميس 24 مارس - الجمعة 25 مارس (جمعة الرحيل) - السبت 26 مارس - الأحد 27 مارس - الثلاثاء 29 مارس - الأربعاء 30 مارس (يوم الشهداء) - الخميس 31 مارس |

#### 1 مارس
نزل عشرات آلاف المحتجين المناهضين للحكومة، مع أعضاء من أحزاب المعارضة إلى شوارع صنعاء مرة أخرى. في «جامعة صنعاء» هتفوا بالرحيل للرئيس صالح وعبرت عن رفضها لتشكيل حكومة جديدة. وانضم الشيخ عبد المجيد الزنداني إلى المتظاهرين.

#### 2 مارس
استمرت الاحتجاجات وتركزت إلى حد كبير حول «جامعة صنعاء». ودعا المتظاهرون لمظاهرات ضخمة في 4 مارس.

#### 3 مارس
قال المتمردين الحوثيين في الشمال أن «القوات الجوية اليمنية» قصفت مظاهرة في حرف سفيان مما أسفر عن مقتل أربعة وإصابة ثلاثة عشر.
و اتفقت جماعات المعارضة على خطة مرحلة انتقالية لعرضها على صالح، لترك المنصب قبل نهاية عام 2011.

#### 4 مارس - «جمعة التلاحم»
شهدت المحافظات اليمنية مسيرات مناوئة للنظام، فيما أعلنت المعارضة اليمنية مواصلة عملها الداعم للنضال السلمي منتقدة رفض الرئيس علي عبد الله صالح لمبادرة المعارضة. فقد خرج مئات الآلاف من الشبان اليمنيين في تظاهرات حاشدة بمناسبة «جمعة التلاحم» بالعاصمة صنعاء ومحافظات تعزوإب والحديدة وحضرموت وحجة ومأرب والبيضاءوعدن، حيث ردد المشاركون شعارات تطالب بتنحي الرئيس وإسقاط النظام. وقد وردت أنباء عن سقوط قتلى في حرف سفيان في محافظة عمران حيث قتل مدني وجرح آخر عندما قصفت القوات الحكومية بالأسلحة الثقيلة متظاهرين يطالبون بإسقاط النظام.

#### 5 مارس
وواصل عشرات الآلاف بمظاهرات في عدة مدن عبر اليمن، بما في ذلك صنعاء وعدن وتعز وحضرموت. وذكرت قناة الجزيرة أن الحكومة علقت فصول دراسية في الجامعات في صنعاء وعدن. حاشد عبد الله الأحمر، نائب وزير الشباب والرياضة، استقال من منصبه احتجاجا على العنف الذي استخدم ضد المتظاهرين. وقد استقال العديد من أعضاء الحزب الحاكم في اليمن، بما في ذلك أعضاء من البرلمان وبعض الوزراء، العدد للحزب الحاكم استقال أعضاء البرلمان إلى ثلاثة عشر. وهي تشمل على Al-إيمراني، النائب من محافظة البيضا، وفتحي توفيق عبد الرحيم، رئيس اللجنة المالية بالبرلمان، سام يحيى الأحمر، نائب وزير الثقافة، حسين شقيقة الذي ترك الحزب قبل ذلك بأسبوع، حاشد عبد الله الأحمر، نائب وزير الشباب والرياضة، فضلا عن نبيل بن-خمري، رجل أعمال.

#### 8 مارس - «ثلاثاء الغضب»
تحدى المحتجون الإجراءات الأمنية وخرجوا في مظاهرات حاشدة في عدة مدن، في مقدمتها العاصمة صنعاء التي تجددت أعمال الشغب في سجنها المركزي، وامتد لهيب الاحتجاجات إلى منطقةسنحان -مسقط رأس الرئيس علي عبد الله صالح. بينما قال وزير الخارجية أبو بكر القربي أن بلاده تحتاج ستة مليارات دولار لتلبية مطالب المحتجين. هذا وقد شملت المظاهرات والاعتصامات صنعاء وكثير من المدن الأخرى مثل إب وتعز وعدنوشبوة وحضرموت والحديدة والبيضاءوعمران وحجة وذمار.
و رغم الانتشار الكثيف لقوات الأمن في الشوارع الرئيسة وحول القصر الرئاسي وميدان التغييرأمام جامعة صنعاء بالأسلحة والهراوات، زادت أعداد المتظاهرين بساحة التغيير بجامعة صنعاء اليوم وتحصن المعتصمون في الساحة بحواجز إسمنتية خشية مداهمتهم من قوات الأمن والعسكريين من الفرقة الأولى مدرع القريبة من الساحة. وشاركت المئات من النساء اليوم في الاعتصام، وقلن في بيان أن مشاركتهن تتزامن مع الاحتفاء بيوم المرأة العالمي الذي يوافق الثامن من مارس.
وعند المساء سقط قتيلان وأصيب 88 شخصا آخرون بجروح لدى إطلاق قوات الأمن الرصاص والقنابل المسيلة للدموع على المعتصمين في الساحة. وفي السياق نفسه قرر 130 أكاديميا في جامعة صنعاء الانضمام إلى الاحتجاجات.

#### 9 مارس
في 9 مارس، قتل مؤيد للرئيس خلال مواجهات مع متظاهرين مناهضين للحكومة في الإقليم الجنوبي حضرموت بينما أصيب شخص آخر بجراح.

#### 11 مارس -«جمعة اللا عودة» أو «الصمود»
تظاهر مئات الآلاف في شمال اليمن وجنوبه في «جمعة الصمود» في مسيرات سقط فيها جرحى، وجاءت لتأكيد رفض مبادرة أطلقها علي عبد الله صالح تقضي بتنازله عن صلاحياته الرئاسية، في وقت سجلت فيه هجمات استهدفت مواقع أمنية، وحذر السفير الأميركي من أن رحيل صالح قد لا يكون حلا.
و تجمع مئات الآلاف في ساحة التغيير حيث شيعوا بعد صلاة الجمعة الشاب عبد الله حميد الجائفي الذي قتل الثلاثاء برصاص الأمن. وشدد بيان لهم على ضرورة رحيل صالح وإقالة أبنائه وأقاربه من الجيش، وتشكيل مجلس انتقالي من خمسة أعضاء أحدهم عسكري يدير البلاد لستة أشهر، على أن يسبق ذلك «محاسبة المتسببين في سقوط الشهداء». وشهدت عدن تظاهرات حاشدة وسجل فيها وقوع 12 إصابة تنوعت بين جروح بالرصاص المطاطي وحالات الإغماء.
و تظاهر نحو مائتين من الطلاب اليمنيين المبتعثين وعشرات العرب والألمان أمام مقر السفارة اليمنية في العاصمة الألمانية برلين بعد ظهر الجمعة للتعبير عن تضامنهم مع المظاهرات في اليمن. ورفع المشاركون لافتات كتب عليها بالألمانية والعربية «33 عاما من الفقر والفساد والتخلف والمرض خلفها نظام صالح»، و«المطلوب رحيل الفساد»، و«وحدة اليمن خط أحمر». وردد المتظاهرون بالعربية «ثورة ثورة عارمة على الأسرة الحاكمة»، والهتاف الشهير «الشعب يريد إسقاط النظام» الذي أصبح معروفا لدى كثير من الألمان والأوروبيين .

#### 12 مارس
شهدت مدن يمنية مظاهرات حاشدة طالبت برحيل الرئيس علي عبد الله صالح وتصدت لها قوات الأمن بالرصاص الحي وأوقعت سبعة قتلى على الأقل ومئات الجرحى، وذلك بعد أن هاجمت قوى الأمن فجر اليوم جموع المعتصمين في ميدان التغيير بصنعاء وقتلت أحدهم وأصابت نحو 1000 بحالات اختناق بسبب قنابل الغاز وسط اتهامات للأمن باستخدام غاز سام محظور دوليا. وقد هدد شبان الثورة المعتصمون في الساحة بنقل الاعتصام إلى منطقة السبعين قرب دار الرئاسة إن لم تتوقف اعتداءات من وصفوهم ببلطجية الرئيس وأقاربه التي بدأت منذ عصر أمس.
و أعادت قوات الأمن هجومها في صنعاء في طريق الدائري وأطلقت عليهم الرصاص الحي فقتل شخص برصاصة في رأسه ووقع عدد من الجرحى حالة بعضهم خطيرة.
و جرح 14 شخصا في تعز بعد إطلاق النار عليهم من قبل من يسمون بـ«البلاطجة» أثناء مسيرة حاشدة تطالب برحيل نظام صالح. واتجه المحتجون إلى ساحة الحرية حيث يواصل عشرات الآلاف اعتصامهم في الساحة. وقد شلت حركة التعليم في المدينة بعد استجابة الطلاب لدعوة القيادات الطلابية إلى اعتصام مفتوح، كما سيطر المحتجون على المبنى الإداري لمديرية المعافر في محافظة تعز.
و في المكلا قتل فتى برصاصة في رأسه وأصيب خمسة آخرون أثناء تفريق قوات الأمن اليمنية لمظاهرة طلابية تطالب بتنحي الرئيس اليمني عن الحكم. وفي عدنقتل أربعة أشخاص في المواجهات بعدما أطلق الأمن النار على متظاهرين اقتحموا مركز شرطة في دار سعد.
حثت الولايات المتحدة المعارضة اليمنية على الإصغاء لدعوة الحوار التي وجهها الرئيس اليمني علي عبد الله صالح في خطاب يوم الخميس. وقال السفير الأميركي في صنعاء جيرالد فيرشتاين أن مطلب المتظاهرين بإنهاء حكم الرئيس علي عبد الله صالح لن يحل مشاكل البلاد، داعيا للحوار بين الرئيس والمحتجين .
و ندد الأمين العام لـالأمم المتحدة بان كي مون «بالاستخدام المفرط للقوة» ضد «متظاهرين مسالمين» في اليمن.
aljazeera.net"/

#### 14 مارس
في 14 مارس، في محافظة مأرب، قامت مجموعة من المتظاهرين طعن المحافظ ناجي الزيدي وأربعة من حراسة الشخصيين بالخناجر. ثم تم نقل الزيدي بطائرة مروحية إلى مستشفى عسكري في صنعاء. ثلاثة جنود أفيد عن مقتل أثناء الاحتجاجات في الجوف. مدينة الجوف ثم استولى المتظاهرين.
في 14 مارس طردت السلطات اليمنية 4 من الصحفيين المستقلين يكتبون لوسائل الإعلام الغربية الكبرى، كانوا قد غطوا الهجمات التي تشنها القوات الحكومية على المتظاهرين. ، بالتزامن مع تجميد الحكومة معظم تأشيرات دخول الصحفيين، تصاعدت الهجمات من جانب كل من القوات الحكومية والعصابات الموالية للحكومة اليمينية على وسائل الإعلام اليمنية الإقليمية، وقد قلصت عمليات الطرد من تواجد وسائل الإعلام الدولية ذات التواجد القليل بالفعل، وزادت من عزلة الانتفاضة اليمنية عن بقية العالم.

#### 15 مارس
في 15 مارس أعلنت السلطات اليمنية إجراء تعديلات أمنية في 3 محافظات شملت تعيين غازي أحمد علي الأحول، الابن الآخر لمحافظ المحويت، كمدير لأمن عدن، المدينة الساحلية الجنوبية الإستراتيجية، والتي هي مقر للحراك الجنوبي الانفصالي. أصبح غازي الأحول في وقت لاحق المتهم الرئيسي الثاني في هجوم جمعة الكرامة، شأن شقيقه علي، ووجهت له تهمة إطلاق النار بقصد القتل.

#### 16 مارس
في 16 مارس، أطلقت قوات الأمن الحكومية الذخيرة الحية والغاز المسيل للدموع على احتجاجات سلمية يغلب عليها الطابع السلمي إلى حد بعيد، في صنعاء، وكذلك في مدن تعز والحديدة؛ ما أدى إلى إصابة أكثر من 150 شخصاً.

#### 17 مارس
في 17 مارس، قتل خمسة أشخاص وأصيب ثمانون بجروح في تعز. وهناك أيضا تقارير عن مقتل شخص واحد ومائتي أكثر إصابة في الحديدة. وأفيد أيضا أربع إصابات في الاحتجاجات في صنعاء. مرة أخرى أبلغ قوات الأمن استخدمت الذخيرة الحية والغاز المسيل للدموع ضد المتظاهرين.

#### 18 مارس - «جمعة الكرامة»
لقي 45 على الأقل من المحتجين المناهضين للحكومة مصرعهم وأصيب أكثر من 200 كما أطلق مسلحون مجهولون النار عليهم في صنعاء. جمال الشرعبي، مصور صحفي يمنى الثلاثين-خمسة عاماً، قتل في الهجوم، مناسبة وفاة الصحافي الأول من الاحتجاجات.
وذكر أيضا نيران القناصة. وأفيد أن المهاجمين كانوا مسلحين الموالية للحكومة، على الرغم من أن صالح قال أن قواته الأمنية لم تفتح النار وكانوا غير مسلحين حتى في ذلك الوقت. وهناك أيضا تقارير بعض المحتجين الذين أصيبوا في الهجوم كانت تؤخذ بعيداً في مركبات الأمن القومي إلى سجن محلي لتلقي العلاج بدلاً من المستشفى عادية، مما آثار مخاوف أن الجرحى سوف تكون كذلك مضايقات. كما أحاط عشرات آلاف الناس إلى الشوارع في مدن أخرى عبر البلاد.
صالح أعلن حالة الطوارئ البلاد، بينما الدولة وسائل الإعلام باللائمة في العنف على «اشتباكات بين المواطنين». المنتدى المشترك، ائتلاف من أحزاب المعارضة برئاسة على محمد بن صبري، أدان إطلاق النار.
وذكرت  صحيفة واشنطن بوست  أن الرئيس الأمريكي باراك أوباما والأمريكي وزيرة الخارجية هيلاري كلينتون، والرئيس الفرنسي نيكولا ساركوزي قد أدان الهجوم.

#### 20 مارس - «يوم حداد وإقالة الحكومة»
في 20 مارس، الشيخ صادق الأحمر، زعيم حاشد، الذي يشمل قبيلة صالح، بيانا طلب الرئيس بالاستجابة لمطالب الشعب وترك سلميا. قد شارك في التوقيع عليه العديد من الزعماء الدينيين.
وسط موجه من عمليات الفرار والاستقالة من الجيش والسلك الدبلوماسي، تم نشر منافسة من دبابات وعربات مدرعة من كلا الجانبين من أنصار داخل المؤسسة العسكرية في صنعاء.

#### 21 مارس - «الإستقالات وتأييد الجيش للثورة»
أعلن قائد المنطقة العسكرية الشمالية الغربية وقائد الفرقة الاولى مدرع اللواء علي محسن الأحمر (الأخ غير الشقيق للرئيس) تأييدَه ودعمه وضباط وأفراد قواته لثورة الشباب. وكذلك قائد المنطقة العسكرية الشرقية اللواء الركن محمد علي محسن الأحمر، وقائد اللواء 310 بمحافظة عَمران العميد حميد القشيبي، والعميد ناصر علي الشعيبي مع 59 ضابطا آخرين من حضرموت أعلنوا انضمامهم إلى ثورة الشباب.
و أعلن صادق الأحمر شيخ مشايخ قبائل حاشد التي ينتمي لها الرئيس اليمني عن تأييده لحركة الاحتجاج المطالبة بتغيير النظام.
- الانشقاقات السياسية: أعلن سفراء اليمن في كل من الولايات المتحدة وروسيا وبلجيكا والصين وإسبانيا وألمانيا وفرنسا والتشيك والإمارات وسوريا ومصر والأردن وقطر وسلطنة عمان وباكستان وإندونيسيا والهند والعراق ودول أخرى انضمامهم للثورة، إلى جانب عدد كبير من الدبلوماسيين في السفارات في واشنطن ودبي وجدة وبكين وتونس والمجر.
كما تتالى مسلسل انضمام المسؤولين السياسيين لفريق المطالبين بتنحي الرئيس اليمني حيث انضم إلى الثوار النائب العام اليمني وثلاثون نائبا وعشرات المسؤولين من الحزب الحاكم ومستشار رئيس الوزراء، كما أعلن كل من محافظ عدن ووكيل محافظة لحج ورئيس فرع المؤتمر الحاكم استقالتهما وانضمامهما إلى المطالبين بإسقاط النظام.[90]
- المؤيدون: أعلن وزير الدفاع اليمني أن القوات المسلحة ستظل وفية للرئيس صالح، وأنها لن تسمح تحت أي ظرف بأي محاولة للانقلاب على الديمقراطية والشرعية الدستورية، أو انتهاك أمن الوطن والمواطنين. كما أعلن مجلس الدفاع الوطني اليمني أنه في حالة انعقاد دائم للوقوف على مستجدات الأحداث أولا بأول.[90]
- اشتباك بين وحدات الجيش: وقع اشتباك وقع مساء اليوم بين مجموعة من الجيش وأخرى من الحرس الجمهوري في مدينة المكلا بمحافظة حضرموت أسفر عن إصابة ضابط وأربعة جنود. واستمرت الاشتباكات نصف ساعة قام خلالها الجانبان باستدعاء تعزيزات عسكرية، قبل أن يتمركز كل طرف منهما في جانب من المدينة، بينما انتشر عدد من الدبابات في مداخل وتقاطعات مدينة المكلا.[91]
- لقاء الرئيس: التقى الرئيس اليمني مجموعة من مشايخ وأعيان وشخصيات اجتماعية وشباب وأعضاء مجالس محلية من أبناء مديريتيْ صعفان ومناخة بمحافظة صنعاء. وأكد صالح خلال لقائه بهم أنه صامد "صمود جبال عيبان ونقم"، مضيفاً أن "من يدعون للفوضى والعنف والبغضاء والتخريب هم قلة قليلة من مجموعة الشعب اليمني.[91]
- دعوة الزنداني: جدد رئيس هيئة علماء اليمن الشيخ عبد الحميد الزنداني دعوته الرئيس صالح إلى التنحي، وأكد أنه بات واضحا عدم قدرة الأخير على إدارة اليمن. كما دعا جميع أفراد القوات المسلحة إلى الانضمام إلى ثورة التغيير مع بقية الشعب اليمني.[91]
- تواصل الاحتجاجات: واصل اليمنيون حركتهم الاحتجاجية في مختلف أنحاء اليمن، وهم مصرون على تنحية الرئيس.[91]
- الرئيس يطلب الوساطة السعودية: سلّم وزير الخارجية في حكومة تصريف الأعمال اليمنية أبو بكر القربي رسالة من الرئيس اليمني إلى الملك السعودي عبد الله بن عبد العزيز، طلب فيها وساطة سعودية لدى قيادات المعارضة وشيوخ القبائل. وترددت أنباء عن أن الرئيس اليمني قد يعرض التنحي خلال ستة أشهر في مقابل تهدئة يتفق عليها بين الطرفين.[92]
- فرنسا تدعو إلى تنحي صالح: أصبحت فرنسا أمس أول دولة غربية تدعو علنا إلى تنحي صالح حيث قال وزير خارجيتها آلان جوبيه خلال اجتماع للاتحاد الأوروبي في بروكسل إن رحيله «بات أمرا لا مناص منه».[92]

#### 22 مارس
وذكر صالح في 22 مارس أن أنه مستعدا التنحي قبل نهاية العام الحالي كجزء من عملية «نقل السلطة الدستورية»، ولكن المعارضة رفضت هذا العرض من جهة.
و أصدر الرئيس صالح بيانا قال فيه أنه يرى أن الاحتجاجات أن تكون «انقلاب» وأن حرب الأهلية ستترتب في نهاية المطاف إذا استمرت الاحتجاجات.

#### 23 مارس
في 23 مارس، سن البرلمان قانون طوارئ الثلاثين يوما التي علقت الدستور، يسمح بالرقابة على وسائل الإعلام، وحظر الاحتجاجات في الشوارع ويعطي الأمن سلطات القوات بعيدة المدى لاعتقال واحتجاز المشتبه فيهم.

#### 24 مارس
ذكرت وسائل الإعلام المملوكة للدولة أن هناك معركة مسلحة واسعة النطاق بين الجيش وقوات القاعدة في محافظة أبين ومأرب، مع الجنود مما أسفر عن مقتل خمسة عشر من الإرهابيين وإلقاء القبض على آخرين. وقالت الحكومة أن الإرهابيين قتلوا ثلاثة جنود وإصابة ثلاثة آخرين بجراح. وفي الوقت نفسه، خاض الجيش الحرس الجمهوري في مدينة المكلا يوم الخميس مع وحدات الجيش دعم جماعات المعارضة، وحوالي 10,000 متظاهر تجمعوا في صنعاء، مرددين شعارات مثل «اذهب، اذهب، الجبان لك؛ كنت وكيلاً أمريكية.»
صالح يقبل خطة انتقالية للمعارضة في وقت لاحق من ذلك اليوم.

#### 25 مارس - «جمعة الرحيل»
دعت المعارضة يوم الجمعة يكون يوم من احتجاجات واسعة النطاق أطلق عليها اسم «يوم الجمعة لمغادرة» (أو «يوم الرحيل»). تجدر الإشارة إلى أن مئات الآلاف عبر اليمن ظهرت احتجاجا على الرئيس صالح، بما في ذلك في صنعاء. الرئيس على عبد الله صالح أعلن في ظهور علني في صنعاء، حيث «عشرات الآلاف» تجمع مؤيدي الحكومة، وأنه لن يتنحى ولكن سوف يسعى الحوار مع المحتجين المناهضين للحكومة وتقديم تنازلات.

#### 26 مارس
صالح والعام الأعلى على محسن الأحمر (الذين قد وقفت إلى جانب المتمردين) استمرت المحادثات حول تنحية عن مواقف كل منهما في نفس الوقت، نقل السلطة إلى حكومة انتقالية يقودها مدني. وحضر أيضا قادة القبائل والعسكريين والسفير الأميركي. تجدر الإشارة إلى أن المحادثات انهارت أكثر من الخيار لأولئك المدنيين. أفادت وكالة رويتر قتلوا خمسة مسلحين يشتبه في أنهم من تنظيم القاعدة في اليمن عندما هاجموا نقطة تفتيش أمنية في لودر في الجنوب، وثلاثة آخرون هناك في اليوم السابق.

#### 27 مارس
وقال العامة الأحمر أن صالح يحاول استخدام التهديد تنظيم القاعدة للبقاء في السلطة. حذر الرئيس صالح من «الحرب الأهلية» التي «سوف يؤدي إلى قبائل القتال راحوا وانقسام اليمن إلى أربعة أجزاء منفصلة» في تهديد مشابهة جداً واحد سيف الإسلام القذافي بالشعب الليبي في فبراير.

#### 28 مارس
بعض المصادر ذكرت في 28 مارس أن صفقة كان لا يزال يجري وضعها مع صالح، على الرغم من تأكيداته على العكس من ذلك في الظهور العلني، وأن كانت هذه المسألة لمناقشة الشروط المتعلقة بالأنشطة من أبنائه وغيرهم من الأقارب، وبخاصة ما إذا كان تكون الحصانة من الملاحقة القضائية؛ وبموجب الخطة، صالح سوف يسلم السلطة إلى نائب الرئيس (على الرغم من عدم واحد الحالي، الذي أشار إلى أنه لا ترغب في أن يكون لها دور في الحكومة الانتقالية؛ واحدة جديدة سيعين قبل استقالة صالح)، والحكومة الجديدة أن تعديل الدستور قبل تنظيم الانتخابات الرئاسية والبرلمانية.
وفي أعقاب انفجار مصنع الذخيرة في خنفر، في جنوب غرب اليمن، ذكر المسؤولون أن الحكومة قد فقدت السيطرة على ستة من أصل ثمانية عشر من مقاطعات البلاد. وكالة الأنباء اليمنية (سبأ)، أنه رسمية يمنية وسائل الإعلام الرسمية، وأشار أيضا إلى «حكومة تسيير أعمال».

#### 30 مارس - «يوم الشهداء»
مئات آلاف الناس خرجوا إلى الشوارع للاحتجاج ضد صالح، واتهموه بأنها مسؤولة عن انفجار مصنع سلاح. هدد المتظاهرين باقتحام القصر الرئاسي يوم الجمعة هذا إذا لم تغادر صالح. استدعاء المتظاهرين لمارس مليون رجل في صنعاء يوم الجمعة، يطلق عليها الآن اسم «يوم التحرير».
ائتلاف مجموعات المعارضة أصدرت بيانا قالت فيه أنها لن تغادر الساحة قرب «جامعة صنعاء» حتى صالح ويتم إزالة حلفائه من السلطة. ودعا مجلس رئاسي مؤقت من خمسة أشخاص ذوي خبرة من النزاهة أن إدارة البلاد لمدة ستة أشهر، عن طريق التكنوقراط المعين الذي سيشكل حكومة تسيير أعمال. كما دعا إلى محاكمة المسؤولين الفاسدين، عودة «بسرقة الممتلكات العامة والخاصة»، إطلاق سراح المعتقلين السياسيين، وحل جهاز الدولة والإغلاق وزارة الإعلام – خطوات مماثلة لتلك التي اتخذت في تونس ومصر. ودعوا أيضا الحوار أكثر من شكوى من شمال الشيعة والجنوبيين الذين يرغبون في الانفصال.

#### 31 مارس
مرة أخرى تحول مئات آلاف متظاهرين المناهضين للحكومة في 'ساحة التغيير"في صنعاء. ومن ناحية أخرى، هاجم أعضاء قبيلة معارضة للرئيس منشآت الكهرباء في محافظة مأرب، الانطلاق إلى انقطاع التيار الكهربائي في أجزاء من العاصمة، وكذلك في عدن والحديدة.

### أبريل

#### الجمعة 1 أبريل -«جمعة الخلاص/جمعة الإخاء»
احتشد المتظاهرين في ساحة التغيير في صنعاء في يوم سمي «جمعة الخلاص» آلاف المحتجين المؤيدين للديمقراطية واقاموا خيام جديدة وعلقوا ملصقات شبان قتلوا مؤخرا في المظاهرات. وقال أحد الشبان على قناة الجزيرة أن مئات آلاف احتشدوا في ما يزيد على خمسة عشر محافظة ، وشهدت ساحة الحرية في تعز أكبر حشد منذ بدء الاعتصامات ، وفي الحديدة تعرض خمسة متظاهرين للاعتداء بينهم طفل حالته حرجة، وذلك خلال مظاهرة كبيرة شهدتها المدينة تطالب بإسقاط النظام ورحيل صالح. واعترض رجال أمن بلباس مدني، وبلطجية من الحزب الحاكم المتظاهرين واعتدوا عليهم بالخناجر والعصي والحجارة. وفي الوقت نفسه، أظهر التلفزيون الحكومي الآلاف من الأشخاص قرب القصر الرئاسي تأييد للرئيس صالح . وخاطب صالح الحشد متعهدا بالتضحية بنفسه للشعب.

#### السبت 2 أبريل
في محافظة عدن اشتبك آلاف متظاهرين مع شرطة مكافحة الشغب مدعومة بالدبابات. ودعا المتظاهرين لاضراب عام ورد العديد من السكان بالتضامن ، وأدى لإغلاق وسائل النقل العامة والعديد من المحلات التجارية . وفي الحديدة أصيب سبعة متظاهرين بسلاح شرطة مكافحة الشغب واستخدمت الهراوات والغاز المسيل للدموع لتفريقهم.
كما اقترحت أحزاب اللقاء المشترك المعارضة خطة انتقالية تكليف رئيس البلاد لتسليم السلطة إلى نائبة عبد ربه منصور هادي. مع تشكيل مجلس وطني انتقالي وتشكيل حكومة وحدة وطنية مؤقتة وتشكيل مجلس عسكري مؤقت وتشكيل لجنة عليا للانتخابات والاستفتاءات العامة والتأكيد على حق التعبير والتظاهر السلمي.

#### الأحد 3 أبريل
استخدمت الشرطة غاز مسيل للدموع لتفريق المحتجين المؤيدين للديمقراطية في ساحة الحرية الرئيسية في تعز، أسفر عن إصابة ما يزيد على 600. وشهدت المدينة عصيان مدني باغلاق المحلات التجارية ابوابها  وذكرت وكالة أسوشيتد برس للأنباء أن الشرطة هاجمت بالهراوات والحجارة آلاف النسوة اللائي كن يطالبن الرئيس علي عبد الله صالح بالتنحي عن السلطة.
وفي الحديدة أصيب أكثر من 400 شخص برصاص قوات الأمن وأنصار الرئيس (البلطجية) الذين تصدوا لمسيرة سلمية ليلية تضامناً مع المعتصمين في تعز، فيما نشرت مدرعات بالقرب من أحد مداخل ساحة الحرية بالمدينة. وفي ساحة التغيير في صنعاء، طالبت طفلة صغيرة يمنية الرئيس صالح في كلمة ألقتها أمام المعتصمين بأن يرحل ثم أجهشت بالبكاء، وذلك بعد سقوط أبيها قتيلاً في جمعة يوم 18 مارس الماضي برصاص القناصة.
و أعربت دول الخليج عن قلقها لتدهور الحالة الأمنية والانقسام بما يضر بمصالح مواطنيه ومكتسباتهم الاقتصادية والحضارية". واتفقت على إجراء "اتصالات" مع الحكومة والمعارضة في اليمن لحل الأزمة الداخلية هناك .

#### الأثنين 4 أبريل - «يوم دام في تعز والحديدة»
شهدت عدة محافظات اليمن مسيرات حاشدة مساء اليوم شارك فيها عشرات الآلاف مطالبين بإسقاط نظام الرئيس علي عبد الله صالح، ومنددين بما وصفوها المجازر الدموية التي ارتكبها النظام في حق أبناءتعزوالحديدة.
في تعز سقط 17 قتيلاً أثناء محاولة الشرطة تفريق مسيرة قرب مبنى المحافظة في المدينة طالبت برحيل الرئيس صالح وأبنائه وأقاربه كما دعت إلى عصيان مدني. كما أصيب أكثر من 800 شخص آخرين إثر استنشاق الغاز المسيل للدموع، فضلا عن 150 في حالة حرجة حيث تلقى معظمهم طلقات نارية في الصدر أو الرأس أو العنق. يذكر أن عشرات الآلاف خرجوا من مناطق عديدة بمحافظة تعز في مسيرة سلمية منذ الصباح الباكر للتنديد بما قالوا إنها مجزرة ارتكبتها أمس قوات الأمن ضد المحتجين في المدينة.
وفي الحديدة قُتل شخصان برصاص مسلحين يرتدون زيا مدنيا أثناء مشاركتهما في مظاهرة مناهضة للرئيس اليمني أمام مقر المحافظة، كما أصيب عدد من المتظاهرين بجروح. كما أطلقت المدرعات الرصاص من رشاشات تجاه المعتصمين بساحة التغيير مما أدى إلى سقوط 30 جريحا. وقد انطلقت مسيرات احتجاج من ساحة التغيير إلى مقر المحافظ، للمطالبة بتنحي الرئيس اليمني، وأفاد شهود عيان أن قمع المسيرات مستمر منذ يوم الأحد، وأنه أدى إلى إصابة نحو 300 شخص في ساحة التغيير.
- موقف أميركي جديد بتنحي صالح: قال الناطق باسم البيت الأبيض جاي كارني إن على الرئيس اليمني علي عبد الله صالح البدء الآن في عملية انتقال سلمي للسلطة وفق جدول زمني، وهو ما كان صالح قد أشار إلى أنه لا يعارضه. وفي وقت سابق اليوم نقلت صحيفة نيويورك تايمز عن مسؤولين أميركيين ويمنيين أن الولايات المتحدة -التي طالما أيدت الرئيس اليمني علي عبد الله صالح حتى في وجه الاحتجاجات الأخيرة التي عمت البلاد- غيرت موقفها المحابي بهدوء وتوصلت إلى أنه من غير المحتمل أن يقوم صالح بإحداث الإصلاحات المطلوبة في اليمن، وأنه يجب تسهيل خروجه من السلطة. وبحسب أولئك المسؤولين فإن إدارة أوباما حافظت على تأييدها للرئيس صالح سرا وأحجمت عن انتقاده مباشرة في العلن، حتى بعد قيام مؤيديه بإطلاق النار على المتظاهرين المسالمين لأنه كان يعتبر حليفا مهما في التصدي لفرع تنظيم القاعدة الموجود في اليمن.[128]
- دعوة للحوار في السعودية: قال وزير الخارجية الكويتي محمد السالم الصباح إن وزراء مجلس التعاون الخليجي وجهوا دعوة للحكومة اليمنية والمعارضة إلى إجراء حوار في السعودية لإنهاء الأزمة في اليمن بعد أسابيع من مظاهرات مناهضة للنظام. وقال الصباح إن الدعوة وجهت إلى الجانبين اليمنيين فور انتهاء اجتماع وزراء خارجية المجلس يوم الأحد بالرياض.

#### الثلاثاء 5 أبريل
قُتل 5 أشخاص على الأقل وأصيب المئات بتجدد المواجهات اليوم في عدة مدن يمنية بين المتظاهرين المطالبين بتنحي الرئيس علي عبد الله صالح وبين قوات الأمن وأنصار للنظام. .و أصيب أكثر من 400 شخص بجروح واختناقات في مدينة تعز عندما تجددت المواجهات بين المتظاهرين وقوات الأمن التي أطلقت الغازات المسيلة للدموع، وفي المساء أطلقت قوات أمنية تابعة للرئيس صالح النار بكثافة باتجاه المعتصمين بالساحة مما أسفر عن مقتل شخص وإصابة العشرات.
و في الحديدة قتل 3 أشخاص بطلقات نارية وجُرح 30 بطعنات خناجر، كما أصيب 270 آخرون باستنشاق غاز مسيل للدموع لدى هجوم الشرطة ومسلحين بزي مدني على المتظاهرين الذين كانوا يحاولون تنظيم مسيرة إلى قصر الرئاسة بالمدينة.
ودعت الولايات المتحدة لصالح التنحي بعد أن قوات الأمن اليمنية قتلت مالا يقل عن سبعة عشر شخصا جنوب صنعاء، على الرغم من أنها لم توقف المعونة العسكرية لأنشطة مكافحة الإرهاب. ووجهت وزارة الخارجية الأميركية انتقادات حادة لأعمال العنف التي شهدتها مدينتا تعز والحديدة أمس ووصفتها بأنها كانت مروعة، كما ذكر مسؤولون أميركيون أن بلادهم تحاول زيادة الضغط على الرئيس اليمني للتوصل لاتفاق مع المعارضة يؤدي في نهاية الامر إلى تخليه عن السلطة.
كشف اللواء علي محسن الأحمر قائد الفرقة الاولى مدرع بالجيش اليمني -المنشق عن النظام الحاكم- عن محاولة لاغتياله اليوم بالعاصمة صنعاء، عبر ما سماه «مكيدة مدبرة» من نظام الرئيس علي عبد الله صالح، الذي أوفد إليه مجاميع قبلية للوساطة معه، ودس بينهم عناصر من حرسه الخاص والقناصة، باشروا إطلاق النار اتجاهه بمجرد خروجه لاستقبال الوفد.
و أعلنت الحكومة اليمنية اليوم قبولها الدعوة التي وجهتها دول مجلس التعاون الخليجي لإجراء محادثات بالسعودية.

#### الأربعاء 6 أبريل
في 6 أبريل، خرج آلاف الناس مرة أخرى إلى الشوارع في تعز خلال الإضراب العام  وفي محافظة عدن في جامعة عدن مئات طلاب أغلقوا الطرق مطالبين بالإفراج عن الأشخاص المحتجزين في وقت سابق من اليوم  ، واتهموا المسؤولين بارتكاب مجازر ضد المتظاهرين في صنعاء وتعز. فتحت قوات الأمن النار وأطلقت الغاز المسيل للدموع في محاولة لتفريقهم. وشهدت مدينة المكلا بمحافظة حضرموت مسيرة نسائية حاشدة للتنديد بالأحداث الدموية في تعز والحديدة. وجابت المسيرة شوارع المدينة رافعة صور ضحايا تعزوأبين ولافتات تطالب المجتمع الدولي بالتدخل إلى جانب الشعب ضد ما وصفوه بالاستبداد الذي يمارسه النظام، وطالبوا برحيل صالح ونظامه.
أعلن وزير الخارجية القطري حمد بن جاسم بن جبر آل ثاني أن دولمجلس التعاون الخليجي أرسلت إلى الرئيس اليمني والمعارضة نسخة من مبادرة خليجية لحل الأزمة في اليمن. وتعرض المبادرة في أهم بنودها تنحي الرئيس علي عبد الله صالح لصالح نائبه، وتقديم ضمانات للرئيس وعائلته ونظامه، ثم تشكيل حكومة وحدة وطنية. وحظيت المبادرة الخليجية بترحيب شيخ مشايخ قبيلة حاشد حسين الأحمر بدعوةمجلس التعاون الخليجي ممثلين عن الحكومة اليمنية والمعارضة إلى محادثات في الرياض.
و اتهمت منظمة العفو الدولية في تقرير صدر اليوم السلطات اليمنية باستخدام «القوة المفرطة على نحو فج» ضد المتظاهرين المناوئين للحكومة، داعية إلى إجراء تحقيق خارجي في تلك الهجمات. وقالت المنظمة الحقوقية في تقريرها «لحظة الحقيقة لليمن» إن نحو مائة شخص قتلوا منذ بداية العام الجاري في المظاهرات المطالبة برحيل الرئيس علي عبد الله صالح. واتهمت السلطات اليمنية بالتصرف بعدم الاكتراث بأرواح البشر وبمواصلة سياسة الإفلات من العقاب. كما انتقدت المنظمة بشدة نفس السلطات بسبب اعتقالها المئات من نشطاء المعارضة ومواصلتها لما سمته قمع الصحفيين واستخدام التعذيب بل وقتل معتقلين على أيدي قوات الأمن. ورأت أن من بين أكثر الأحداث المزعجة ما حدث بمحافظة عدن (جنوب) في فبراير/شباط الماضي، حيث قالت إن قوات الأمن منعت الأهالي من نقل الجرحى للمستشفى بعدما أطلقت قوات الحكومة النار على المتظاهرين والمارة.

#### الخميس 7أبريل
وتواصلت الاحتجاجات والمظاهرات اليوم في صنعاء وتعز والحديدة وأبين والبيضاء شارك فيها مئات الآلاف يطالبون فيها برحيل صالح، ويرفضون الحوار إلا على تنحي الرئيس. وفي تعز اتجه المتظاهرون إلى مبنى المحافظة وأطلقت عليهم قوات الأمن والجيش النار ما أدى إلى مقتل شخص وإصابة آخر بجروح خطيرة. كما تشهد المدينة شبه عصيان مدني قد يرقى إلى عصيان مدني كامل مع تصاعد الاحتجاجات فيها. وفي عدن شهدت بلدة كريترتوتر أمني وانتشارا كثيفا لقوات الجيش على مداخل البلدة عقب اعتقال قوات الأمن عددا من الناشطين في البلدة صباح أمس ومحاولة من وصفوا بالبلاطجة اقتحام مخيم ساحة الحرية.
قال اللواء علي محسن الأحمر قائد المنطقة الشمالية الغربية العسكرية إن محاولة اغتياله تمت بعلم قيادات بالرئاسة وبعض المشايخ والحزب الحاكم. وبرأ الأحمر قبائل بني بهلول وسنحان وبلاد الروس، من محاولة الاغتيال التي نفذت قبل يومين، مضيفا أن الهدف من وراء تلك العملية كان اقتحام الفرقة الأولى مدرعات من قبل عناصر كانت مدسوسة بأوساط تلك القبائل.
في سياق آخر رحبت الحكومة والمعارضة بمقترح دول مجلس التعاون الخليجي بإجراء مباحثات بالرياض من أجل إيجاد مخرج للأزمة القائمة. في المقابل رفض بيان باسم ائتلاف جماعات الثورة بالعاصمة صنعاء المبادرة التي تدعو إلى تنحي صالح وتضمن له وأسرته حصانة من المحاكمة وطالبوا بإسقاط النظام ومحاكمته وبناء دولة مدنية جديدة استجابة لإرادة الشعب لا إلى الأطراف الدولية أو الأحزاب السياسية التي لا تمثل الثوار.

#### الجمعة 8 أبريل - «جمعة الثبات»
أدى أكثر من مليوني يمني في أكثر من 15 محافظة صلاة ما أطلقوا عليها اسم جمعة الثبات مع شباب الثورة المعتصمين في أنحاء اليمن. وطالب المشاركون في المظاهرات جميع الدول بإيقاف المبادرات التي لا تؤدي إلى رحيل الرئيس اليمني فوراً، كما طالبوا بمحاكمته ومحاكمة من يثبت على أبنائه وأقاربه ورجالات نظام حكمه التورط في قتل المعتصمين.
و شهدت صنعاء انتشار امني مكثف  فيما قُتل 4 متظاهرين وأصيب 116 آخرين عندما أطلقت قوات الأمن الرصاص والغاز المسيل للدموع على المحتجين في ساحة الحرية بمدينةتعز. وذكر الصحفي صلاح الدكاك أن تعز تشهد شبه عصيان مدني مع تصاعد الاحتجاجات فيها. وفي مساء اليوم أطلقت قوات الأمن الرصاص بكثافة والقنابل المسيلة للدموع أثناء أداء بعض المحتجين صلاة العشاء بالقرب منساحة الحرية. وذكر مسؤول في مستشفى ميداني أقيم قرب ميدان الحرية أن 650 متظاهرا عولجوا إثر تنشقهم الغاز المدمع وأن 94 أصيبوا بحروق ناجمة عن إلقاء مياه ساخنة من سيارات للشرطة. وحاول المتظاهرون مهاجمة مقر المحافظ القريب من المظاهرة، قبل أن تصدهم الشرطة. وانتهت المواجهات في الساعة الثالثة صباحا. وأصيب أكثر من 50 شخصا في اعتداء بلطجية على مخيم ساحة التغيير في مدينة المكلا.
- أميركا تجمد مساعدات لليمن: جمدت الولايات المتحدة أكبر حزمة مساعدات تقدمها لليمن بعد اندلاع الاحتجاجات الشعبية ضد الرئيس صالح. وقالت صحيفة وول ستريت جورنال الأميركية التي أوردت الخبر إنه كان من المقرر تقديم الدفعة الأولى (200 مليون دولار) من حزمة مساعدات قيمتها نحو مليار دولار أو أكثر في فبراير الماضي. واعتبرت الصحيفة أن المساعدة الأميركية التي كان من المفترض أن تقدم على مدى سنوات أكبر محاولة من البيت الأبيض لضمان ولاء صالح في المعركة ضد تنظيم القاعدة. ونقلت عن مسؤولين أميركيين أن قيمة الحزمة المقترحة شملت 200 مليون دولار لدعم مكافحة الإرهاب في العام المالي الحالي ارتفاعا عن 155 مليون دولار في العام المالي السابق فضلا عن مبلغ مماثل تقريبا كمساعدات تنموية.[145]

#### السبت 9 أبريل -«عصيان مدني في عدن»
تجددت في اليمن الاشتباكات على خلفية المظاهرات المطالبة برحيل الرئيس علي عبد الله صالح، وذلك قبل قمة خليجية يتوقع أن تنعقد غدا الأحد في العاصمة السعودية لبحث مبادرة بشأن الأزمة السياسية في اليمن.
ففي صنعاء في صباح اليوم أصيب 23 شخصا على الأقل باختناقات أثناء قيام قوات الأمن المركزي بإلقاء القنابل المدمعة لمنع عشرات الآلاف من المتظاهرين الذين حاولوا تجاوز شارع الزبيري. منددين بما وصفوه القتل الدموي في تعز وطالبوا برحيل الرئيس اليمني ومحاكمة المتسببين في القتل والقمع. وفي وقت آخر من مساء اليوم أصيب أكثر من 1000 شخص من المعتصمين بساحة التغيير في هجوم لقوات الأمن المركزي ومسلحين بزي مدني الذين قاموا بإطلاق الرصاص من منازل مجاورة لشارع الزبيري حيث تتمركز قوة أمنية كبيرة لمنع أي متظاهرين من تجاوز الشارع. وقالت مصادر طبية إن أكثر من 1000 مصاب امتلأ بهم المستشفى الميداني بساحة التغيير أمام جامعة صنعاء.
و شهدت مدينة عدن عصيان مدني واسع استجابة لدعوة أطلقها شباب الثورة أدت إلى قطع الطرقات الرئيسة والفرعية بين المديريات وتوقف حركة المواصلات فيما بينها وإحراق إطارات السيارات وإغلاق عدد كبير من المحال التجارية أبوابها وأصيبت المدينة بالشلل التام.
و قتل متظاهر واحد وأصيب ما يقارب 200 متظاهر في مدينة تعز أثناء تجددت الاشتباكات بين قوات الأمن و«بلاطجة» من جهة وآلاف المواطنين الذين خرجوا في مظاهرة في ساحة الاعتصام وبالقرب من مبنى المحافظة. حيث أطلقت قوات الأمن النار في الهواء وقنابل مدمعة لتفريق المحتجين.
و شهدت مدينة الحديدة تظاهر آلاف من المحتجين للمطالبة بإيقاف ما وصفوه بالجرائم التي يقوم بها نظام الرئيس ضد الثوار في تعز وصنعاء. وهتف المتظاهرون بالشعارات التي تحث على التظاهر السلمي لإسقاط النظام، والتنديد بأعمال العنف التي استهدفت المتظاهرين في المدن اليمنية.

#### الأحد 10 أبريل -«المبادرة الخليجية»
وفقا للأطباء، قتل شخص واحد وأصيب ما يصل إلى 500 شخص بعد أن استخدمت قوات الأمن الذخيرة الحية على المئات من المتظاهرين في اشتباكات بين عشية وضحاها في صنعاء وتعز. تم إلغاء مسيرة جماعية إلى مبنى في العاصمة اليمنية في الأمم المتحدة بسبب مخاوف من أعمال انتقامية.
- تعز (قتيل واحد): أكد طبيب يعالج الجرحى لرويترز أن شخصا مات وأصيب 43 بالنار ثلاثة منهم في حالة خطيرة، وأضاف أن نحو 30 شخصا جروحوا بسبب الهراوات والحجارة وأن أكثر من 500 يعانون من استنشاق الغاز المسيل للدموع.
- وزراء الخليج يدعون الرئيس للتنحي: قررت دول مجلس التعاون الخليجي الإعلان عن مبادرتها بشكل واضح لا يقبل اللبس، فقد دعا وزراء خارجية دول المجلس الرئيس علي عبد الله صالح إلى نقل صلاحياته لنائبه عبد ربه منصور هادي وتشكيل حكومة وحدة وطنية برئاسة المعارضة. وتضمن المبادرة للرئيس وعائلته ونظامه عدم المحاكمة، وتخول الحكومة الجديدة تشكيل اللجان والمجالس المختصة ووضع دستور جديد وإجراء انتخابات. وفي واشنطن، أعلنتالولايات المتحدة تأييدها لمبادرة مجلس التعاون الخليجي كما رحب الداعية الإسلامي اليمني عبد المجيد الزنداني بالمبادرة الخليجية قائلا «الشعب اليمني يثق فيها ويتمنى أن تكون الفصل الأخير في الأزمة». لكنه وصف المبادرة بأنها جاءت متأخرة.[150]
- مقتل الأطفال: كشفت منظمةيونيسيف التابعة للأمم المتحدة الأحد أن 73 طفلا يمنيا قتلوا خلال الأحداث الجارية هناك. وطالبت الحكومة بالتقيد الصارم باتفاقية حقوق الطفل.[151]

#### الأربعاء 13أبريل (مقتل شخصين بعدن)
هاجمت قوات الأمن المركزي التابعة للرئيس صالح بالرشاشات وقذائف (آر بي جي) والصواريخ نقطة عسكرية تابعة للفرقة الأولى مدرع التي يقودها اللواء علي محسن الأحمر - الذي أعلن تأييده للثورة- كانت تتمركز بالقرب من دوار جسر عمران شمالي العاصمة صنعاء. وقال مصدر عسكري إن ضابطا في الجيش وأربعة من الأمن قتلوا فيما أصيب جنديان آخران بجروح. وجابت مسيرة شارك فيها مئات الألوف من المتظاهرين شوارع العاصمة اليمنية صنعاء واعتبرت الكبرى من نوعها منذ بدء المطالبة بإسقاط النظام. وتقدمها ضباط من الجيش والأمن والحرس الجمهوري وأفراد وحدات أخرى انضموا إلى الثورة.
و في عدن أطلق الجيش النار على محتجين مما أدى إلى سقوط قتيل وإصابة أربعة آخرين. وقتل متظاهر ثان بالرصاص في حي المعلا في صدامات بين الجيش ومحتجين. كما أسفرت مصادمات بين قوات الأمن والمحتجين عن إصابة عشرة متظاهرين اثنين منهم في حالة موت سريري جراء إصابات مباشرة بطلق ناري في الرأس.
و أصيب 40 طالب في محافظة إب في مواجهات بين طلاب الجامعة ومن يوصفون بالبلاطجة ونفذت الآلاف من النساء في المدينة مسيرة حاشدة طالبن بالرحيل الفوري لصالح ورفض المبادرات التي تحاول إطالة بقائه في الحكم. ، وشهدت تعز احتجاجات مستمرة شارك فيها عشرات الآلاف. وقالت وكالة الأنباء الرسمية إن ثمانية جنود أصيبوا حين سقطت قذيفة صاروخية على سيارتهم وأنحت باللائمة في الهجوم على تحالف المعارضة الرئيسي.
- إدانة أوروبية: دان مجلس وزراء خارجية دول الاتحاد الأوروبي ما سماه القمع والعنف ضد المتظاهرين المطالبين بإسقاط النظام في اليمن. وطالب المجلس في بيان له بفتح تحقيق، ودعا الرئيس علي صالح إلى اتخاذ خطوات مستعجلة لتمكين حدوث انتقال سلمي للسلطة.[153]
- اجتماع المعارضة مع سفراء مجلس التعاون: أنهت المعارضة اليمنية اجتماعا مع سفراء دول مجلس التعاون الخليجي بصنعاء، تطلب فيه توضيحات بشأن بنود المبادرة الخليجية. وقد أثارت المبادرة جدلا كبيرا في الساحة اليمنية، وذلك لعدم نصها على تنحي الرئيس صراحة وفي إطار زمني محدد، وتوفيرها حصانة قضائية للرئيس وأبنائه. يأتي ذلك في وقت دعا فيه شباب ثورة التغيير في اليمن إلى مسيرات مليونية اليوم، وذلك للتأكيد على رفضهم للمبادرة الخليجية.[154]

#### الخميس 14أبريل (المعارضة تمهل الرئيس أسبوعين)
شهدت عدة مدن يمنية مظاهرات حاشدة للمطالبة بسقوط نظام الرئيس علي عبد الله صالح، في حين رفضت المعارضة اليمنية السفر إلى الرياض للانضمام لمحادثات ترعاها السعودية لنقل السلطة، وأمهلت المعارضة الرئيس أسبوعين لترك السلطة. وطالب شيوخ قبائل وعلماء دين في بيان لهم الرئيس صالح بالتنحي الفوري وإقالة جميع أقاربه من المؤسسات الأمنية والعسكرية. ورفضوا ممارسات النظام القمعية ضد المواطنين. وأيد البيان ثورة الشباب السلمية وطالب العلماء والمشايخ بحل قضية الجنوب والساحات على أساس المواطنة، ورفع كافة الممارسات القمعية ضد أبناء الشعب. وأصيب نحو 8 أشخاص في إب بعد مشاركتهم في مظاهرة. وشهدت مدينة الحديدة والبيضاء مظاهرات مماثلة رافضة للمبادرة الخليجية وداعية لمحاكمة الرئيس 

#### الجمعة 15أبريل (جمعة الإصرار - جمعة الحوار)
خرج اليمنيون بالملايين في 17 محافظة في «جمعة الإصرار» للمطالبة برحيل الرئيس علي عبد الله صالح، الذي حشد الآلاف من أنصاره في صنعاء تحت شعار «جمعة الحوار» بعد يوم من مطالبة مشايخ وعلماء اليمن برحيله الفوري عن السلطة. وتظاهر أكثر من مليون شخص عقب صلاة الجمعة في ساحة الحرية بتعز مطالبين بإسقاط النظام ومحاكمة رموز حكمه، كما طالبوا المجتمع الدولي بالضغط على النظام لإيقاف مجازره بحق المدنيين وأصيب 13 شخصا بجروح في هجوم «لبلاطجة» على المعتصمين في الساحة. ووزع نشطاء منشورات تدعو المواطنين للتوقف عن دفع الضرائب وفواتير الكهرباء وغيرها للحكومة في حملة عصيان مدني لإجبار صالح على التنحي.
و في كلمة مقتضبة أمام أنصاره في ميدان السعبين وصف الرئيس اليمني أحزاب اللقاء المشترك بقاطعي الطرق، داعيا إياهم إلى تحكيم ضمائرهم والدخول في حوار والتوصل إلى اتفاق من أجل أمن واستقرار البلاد. وطلب صالح إلى عدم الاستماع إلى ما تبثه الفضائيات «من كذب ودجل». وقال إنه من المخالف للشريعة الإسلامية أن يختلط المتظاهرون من الرجال والنساء قرب الجامعة، مشيرا بذلك إلى المتظاهرين المناهضين للحكومة الذين يخيمون في أحد الميادين الرئيسية بالعاصمة قرب جامعة صنعاء.
و طالبت اللجنة التحضيرية للحوار الوطني بمحاكمة الرئيس بسبب ما جاء في خطابه والذي تحدث فيه عن الاختلاط بين النساء والرجال في مظاهرات صنعاء المناوئة له. وقد خرجت عشرات الآلاف من النساء في الحديدة وحضرموت للتنديد بحديث الرئيس.

#### السبت 16أبريل
احتجت آلاف النساء في صنعاء وتعز ومدن أخرى ضد تصريحات أدلى بها علي عبد الله صالح في الجمعة داعياً النساء المشاركات في الثورة لعدم الاختلاط مع الشباب لأن الدين الإسلامي يحرم ذلك ، وشهدت عدن تواصل العصيان المدني للمرة الرابعة في غضون أسبوعين. وأدى العصيان الذي يأتي استجابة لدعوة الشباب إلى شلل تام في مديريات المعلا والمنصورة وكريتر.
و نقلت صحيفة الأولى اليمنية عن ما سمتها مصادر موثوقة قولها أن الرئيس علي عبد الله صالح سيرحل خلال 30 يوماً وفق جدولة أميركية قدمها السفير الأميركي وسفراء الاتحاد الأوروبي للمبادرة التي قدمتها دول مجلس التعاون الخليجي. فيما أكد الرئيس الدوري لأحزاب اللقاء المشترك ياسين سعيد نعمان مشاركة المعارضة في اجتماع الرياض غدا للبحث عن حل للأزمة اليمنية.
- مقاضاة الرئيس بتهمة القدح: رفعت ناشطات يمنيات دعوى قضائية ضد الرئيس وعدد من المسؤولين الحكوميين والقنوات الرسمية، بتهمة الطعن والقدح في أعراض اليمنيات المشاركات في المظاهرات المطالبة بإسقاط النظام. وكان الرئيس علي عبد الله صالح قد دعا في خطابه يوم الجمعة أمام مؤيديه من النساء والرجال، إلى ما أسماه «منع الاختلاط» الذي قال إنه يحدث بين المعتصمين والمعتصمات في شارع الجامعة بصنعاء، وأضاف أن ذلك «حرام ولا يقره الشرع» الإسلامي، وهو ما أثار استياء نساء اليمن وفُسر على أنه قدح في أعراضهن وقلن أن الصحابيات كن يشاركن في الجهاد. كما سارت مظاهرة نسائية حاشدة انطلقت السبت من ساحة التغيير في صنعاء، وصولا إلى مكتب النائب العام اليمني عبد الله العلفي الذي استقبل وفدا عن المتظاهرات، وأعلن تعاطفه معهن وتجاوبه باستلام الدعوى. واعتبر بيان لمشايخ اليمن أن ما تقوم به نساء وبنات اليمن من تجمعات غفيرة مطالبة بالحرية والتغيير هو أمر بالمعروف ونهي عن المنكر، وقال البيان: «معلوم للجميع أن هناك أماكن مخصصة للنساء في هذه الساحات والميادين وهي معزولة عن الرجال». وطالب المشايخ والوجهاء الرئيس صالح «بالاعتذار العلني عما صدر منه من إساءات لا يقبلها الشرع».[163]

#### الأحد 17أبريل
أصيب حوالي 100 متظاهر بالاختناق و4 على الأقل بالرصاص الحي في صنعاء ، وفي ذمار نحو 45 متظاهراً بالاختناق ، في إطلاق رصاص حي ومسيلات للدموع على مسيرة بالعاصمة اليمنية صنعاء وأخرى بمدينة ذمار. وقد خرجت مظاهرات اليوم في إب والحديدة والبيضاء وتعز وعدن تندد بالرئيس علي عبد الله صالح وبدعوته إلى منع الاختلاط. بينما منعت القوات الأمنية سيارات الإسعاف من الوصول إلى الجرحى والمصابين. وبحسب مصادر طبية في المستشفى الميداني في صنعاء فقد أفادت بوصول أكثر من 100 مصاب بالاختناق جراء الغاز الذي يتردد أنه «سام»، حيث يشل الأعصاب ويدخل المصاب في نوبة تشنجات وضيق تنفس، وغيبوبة، فيما هناك 20 إصابة بالرصاص الحي على الأقل.
- فيما عقد وزراء خارجية دول مجلس التعاون الخليجي اجتماعا استثنائيا في الرياض مع المعارضة اليمنية لبحث الأوضاع في اليمن ، في السياق ذاته قال قيادي في ثورة شباب التغيير إنهم لا يعترفون بأي اتفاقات سياسية بين السلطة والمعارضة ما لم تنص صراحة على تنحي صالح دون أدنى قيد أو شرط، وإنهم غير معنيين بأي اجتماعات بين الطرفين.[166]
- جدولة لتنحي الرئيس: التقى وفد من حزب المؤتمر الشعبي العام الحاكم السفير الأميركي ونظراءه منالاتحاد الأوروبي بصنعاء لمناقشة الجدولة الأميركية المقترحة لتنحي الرئيس اليمني خلال شهر.[166]

#### الإثنين 18أبريل
شهدت العاصمة صنعاء عصيانا مدنيا تلبية لدعوة الثوار بساحة التغيير احتجاجا على قمع الأمن لمسيرة يوم أمس السلمية. وقد شملت حركة العصيان إضرابا جزئيا امتد ما بين الساعة التاسعة صباحا والثانية عشرة ظهرا لمختلف الأنشطة التجارية فيماأصيب 88 شخصا على الأقل في الحديدة في اشتباكات اندلعت في ميناء الحديدة المطل على البحر الأحمر عندما أطلق رجال شرطة الرصاص الحي والغاز المسيل للدموع على المحتجين ، وبعد أن عاد المحتجون إلى مناطق اعتصامهم قامت قوات مكافحة الشغب بإطلاق النار والغاز المسيل للدموع باتجاههم. وأسفرت الجولة الثانية من المواجهات عن إصابة 5 أشخاص بطلقات نارية، كما تعرض نحو 68 للضرب، أو الإصابة بضيق التنفس بسبب الغارات المسيلة للدموع.
- أعلن منشقون من حزب المؤتمر الشعبي العام الحاكم ومنهم ثلاثة وزراء سابقين تشكيل كتلة معارضة جديدة تحت اسم «كتلة العدالة والبناء». وقد شارك في الكتلة الجديدة عدد من أبرز قياديي الحكومة والحزب الحاكم المستقيلين احتجاجا على قمع المتظاهرين المطالبين بالتغيير. وأعلنت الكتلة تأييدها لثورة الشباب.[167]
- المعارضة تتمسك برحيل الرئيس: بعد اجتماع الرياض شددت المعارضة اليمنية على أنها لن تقبل بأقل من رحيل الرئيس علي عبد الله صالح. وقال الرئيس الدوري للقاء المشترك ياسين سعيد نعمان إن المعارضة تمثل نفسها فقط، وهي لا تمثل الحركة الشبابية التي ترفض التفاوض من أساسه.[168]

#### الثلاثاء 19 أبريل
أصيب ما لا يقل عن 1200 شخصاً بالاختناق و65 بالرصاص الحي عندما اطلقت قوات الأمن ومسلحين بزي مدني بإطلاق الرصاص وقنابل الغاز بكثافة على ما يفوق 100 ألف من المتظاهرين أمام وزارة الخارجية في صنعاء حينما رددوا بهتافات تدعو صالح للتنحي الفوري وتطالب بمحاكمته على قتل وقمع المتظاهرين. وأشار الصحفي غمدان اليوسفي من ساحة التغيير في صنعاء إلى أنه تم إطلاق أربع طبيبات «خطفهن جنود الأمن اليمني أثناء المواجهات»، التي قال إنها تحدث لأول مرة في منطقة الستين وقرب وزارة الخارجية ومنزل عبد ربه هادي منصور نائب الرئيس اليمني. وذكرت مصادر طبية أن هناك 10 حالات خطرة جرى نقلها للعناية المركزة بمستشفيات خاصة.
فيما قُتل شخص وأصيب آخرون في تعز جراء إطلاق قوات الأمن النار على مظاهرة تطالب بمحاكمة الرئيس وأعوان نظامه. وأفاد منظمو المظاهرة باعتقال أربعة أشخاص آخرين بينهم مصور صحيفة محلية. وطالب المعتصمون مجلس الأمن الدولي بتبني خيارات الشعب اليمني. ودعا بعضهم المجلس إلى إصدار قرار يتعامل مع الرئيس صالح كمجرم حرب بالاستناد إلى ما وصفوه بأعمال القتل التي مورست وتمارس ضد المتظاهرين العزل.
و شهدت مدينتي عدن والمكلا مظاهرات مماثلة رفضاً للمبادرات التي لا تنص على رحيل نظام علي صالح ومحاكمته، كما طالب الثوار في عدن مجلس الأمن بالتأكيد على تنحي صالح ورحيل نظامه فورا. في حين قررت هيئة التدريس بجامعة حضرموت تعليق التدريس في مختلف كلياتها، وذلك بسبب غياب الطلاب بشكل كامل عن الدراسة.
- اجتماع مجلس الأمن الدولي: فشل مجلس الأمن في إقرار بيان حول اليمن صاغته ألمانيا ولبنان، فقد عقد اليوم مجلس الأمن الدولي اجتماعاً هو الأول من نوعه لمناقشة الوضع في اليمن بناء على اقتراح سفيرألمانيا لدى الأمم المتحدة بيتر فيتيج، وذلك بعد دخول الاحتجاجات المطالبة برحيل الرئيس علي عبد الله صالح شهرها الثالث. وفي ختام الاجتماع (والذي عقد خلف أبواب مغلقة) دعا المجلس إلى ضبط النفس والحوار السياسي، غير أن الاجتماع لم يتفق على بيان علني بشأن اليمن، لأن بعض المبعوثين أرادوا إجراء مشاورات مع عواصم بلادهم. واستمع اجتماع مجلس الأمن إلى تقارير من رئيس إدارة الشؤون السياسية في الأمم المتحدة لين باسكو والمسؤول الرفيع بالأمم المتحدة جمال بينومار، الذي زار اليمن في الآونة الأخيرة مبعوثا للأمين العام للأمم المتحدة بان كي مون.[171]
- المبادرة الخليجية واجتماع أبو ظبي: تزامن اجتماع مجلس الأمن مع اجتماع آخر عقده وزراء خارجية دولمجلس التعاون الخليجي في عاصمة الإمارات العربية المتحدة أبوظبي مع وفد من الحكومة اليمنية لمناقشة سبل حل الأزمة في البلاد. وأرسلت الحكومة اليمنية إلى الاجتماع وفدا رفيعا يضم وزير الخارجية أبو بكر القربي وعبد الكريم الأرياني رئيس الوزراء ووزير الخارجية الأسبق. وقد انتهى اجتماع أبو ظبي بإصدار بيان مقتضب يقول إن المحادثات كانت «بناءة وتعبر عن رغبة الأطراف في الوصول إلى اتفاق».[171]
- سلطات اليمن تلاحق مواقع إلكترونية: أعربت منظمات حقوقية في اليمن عن قلقها مما أسمته عمليات «الحجب والقرصنة» التي تمارسها السلطات ضد المواقع الإلكترونية المستقلة والحزبية، وعدتها تصرفات تتنافى مع الدستور اليمني الذي كفل حرية التعبير عن الرأي. وكانت مواقع المصدر أون لاين ومأرب برس ونشوان نيوز ويمن نيشن والإصلاح نت قد تعرضت للحجب الكلي عقب اندلاع الاحتجاجات السلمية باليمن، كما تعرض موقع «البيضاء أون لاين» للاختراق والعبث بمحتوياته ونشر صورة مسيئة للشيخ حميد الأحمر. واتهمت إدارة الموقع -في بيان لها- جهاز الأمن القومي بعملية الاختراق في محاولة منه لإعاقة تغطية الموقع لأحداث الثورة الشعبية المطالبة برحيل الرئيس صالح، ورأت أن الاختراق يعبر عن الإفلاس والعجز عن مواجهة الحقيقة.[172]

#### الأربعاء 20أبريل
أرتفع عدد قتلى احتجاجات اليمن التي بدأت نهاية يناير الماضي إلى نحو 120. وقالت وسائل إعلام إن الرئيس علي عبد الله صالح أمر بتحقيق في الأحداث، وألقت اللوم في أعمال القتل التي حدثت على المحتجين. لكن المعارضة تلقي بالمسؤولية على النظام، وقد دعت إلى مسيرات الاحتجاج المليونية في عموم اليمن للتنديد بها. وإضافة إلى المسيرات، أطلقت المعارضة عصيانا مدنيا بدأ تدريجيا في عدن وتعز والحديدة وإب وحضرموت. وتأتي الدعوة إلى المظاهرات المليونية والعصيان في وقت تراوح فيه مكانها محادثات في أبوظبي بين الوساطة الخليجية والمعارضة.
فيما أطلق مسلحون الرصاص على مخيم الاحتجاج في الحديدة فجر اليوم مما أدى إلى مقتل شخص واحد عندما كانوا نائمين الأمر الذي حال دون سقوط مزيد من الضحايا.
- تصريح الرئيس: تعهد الرئيس بألاّ يترشح في الانتخابات القادمة عندما تنتهي ولايته الحالية عام 2013. وأبلغ مجموعة من أنصاره بأنه سيظل «صامدا» ولن يقبل أي «مؤامرات أو انقلابات». وقال إن «التغيير والرحيل يكون من خلال صناديق الاقتراع وفي إطار الشرعية الدستورية». ونقلت وكالة الأنباء اليمنية الرسمية عنه قوله إن التغيير ودخول السلطة أو الخروج منها سيكون من خلال انتخابات تجرى في الإطار القانوني للدستور.[174]
- الوساطة الخليجية: قررت دول الخليج العربية إيفاد وزير خارجية الإمارات الشيخ عبد الله بن زايد إلى صنعاء لكن الرئيس صالح رفض مجددا التخلي عن السلطة وقال الوزير الإماراتي في مؤتمر صحفي في أبو ظبي «استمعنا إلى كافة الأطراف اليمنية سواء من الحزب الحاكم أو المعارضة، ونحن في دول مجلس التعاون في مرحلة تشاور حاليا لبحث الخطوة القادمة التي سيتخذها المجلس وستكون خلال الساعات القادمة».[174]
- الدعوة لمسيرات مليونية: دعا شباب الثورة اليمنية إلى مسيرات مليونية في عموم البلاد احتجاجا على مقتل 9 أشخاص (واحد اليوم في الحديدة وثمانية أمس)، أغلبهم متظاهرون كانوا يطالبون برحيل النظام.[174]

#### الخميس 21أبريل
وصل الأمين العام لمجلس التعاون الخليجي عبد اللطيف الزياني إلى صنعاء لمتابعة جهود الوساطة وذكرت مصادر يمنية أن الزياني اجتمع فور وصوله مع وزير الخارجية أبو بكر القربي على أن يجتمع مع الرئيس صالح في وقت لاحق ،  وقال مسؤول بالمعارضة إن خطة جديدة عرضت على الرئيس خلال مفاوضات تجري حاليا لانتقال السلطة، تنص على استقالته في غضون 30 يوما على أن يحصل على ضمانات بعدم ملاحقته قضائيا. وأوضح حسن زيدالذي شارك بالمحادثات مع الوساطة الخليجية بالرياض الأحد الماضي أن الخطة التي طرحت خلال المفاوضات وضعت بمشاركة الولايات المتحدة، وهي متوقفة على موافقة الرئيس اليمني عليها.

#### الجمعة 22أبريل (الفرصة الأخيرة - التصالح)
خرج نحو أربعة ملايين محتج في 17 محافظة يمنية للمشاركة في «جمعة الفرصة الأخيرة», وشهدت العاصمةصنعاء مظاهرات هائلة وغير مسبوقة لتأكيد مطلب «الثورة الشعبية السلمية» المطالبة برحيل الرئيس علي عبد الله صالح وإسقاط نظامه، وتؤكد رفض المبادرة الخليجية لحل الأزمة. وأدى الثوار في صنعاء صلاة الجمعة والاحتشاد بشارع الستين، بدلا من ساحة التغيير، وقدرت أعداد المحتجين بنحو مليونين ، وأمتد الحشد عدة كيلو مترات، بداية بمحاذاة مقر الفرقة الاولى مدرع، التي يقودها اللواء على محسن الأحمر، مرورا بجسر جولة مذبح، وحتى منزل نائب الرئيس اليمني، وقبالة وزارة الخارجية أمام جولة عصر في شارع الزبيري.

وفي ميدان السبعين احتشد المؤيدون للرئيس علي عبد الله صالح في ما سموه بـ «جمعة التصالح»، وطالبوا بالتمسك بالشرعية الدستورية رافعين أعلاما يمنية وصور الرئيس. وكان الوجود الأمني كثيفا للفصل بين المتظاهرين في الميدانين القريبين، وأثار ذلك مخاوف من أن تشتبك قوات الأمن والحرس الجمهوري المؤيدة لصالح مع قوات موالية للواء المنشق على محسن الأحمر التي تحمي المحتجين في صنعاء.
- وفي تعز شيع المتظاهرون في ساحة الحرية جثمان أحد القتلى الذي سقط بنيران قوات الأمن أثناء مظاهرة مطالبة برحيل صالح الأربعاء الماضي.[176]
- وشهدت كل من لحج والضالع وعدن وحضرموت مسيرات ومظاهرات مماثلة في إطار ما سمي «جمعة الفرصة الأخيرة» شارك فيها الآلاف للمطالبة بإسقاط النظام ورحيل الرئيس صالح، كما عبر المتظاهرون عن رفضهم للمبادرة الخليجية.
- مأرب: سقط 4 قتلى باشتباكات عنيفة ظهر اليوم في محافظة مأرب اليمنية، بين قوات من الحرس الجمهوري ومسلحين قبليين يؤيدون الثورة.
- مبادرة خليجية جديدة: قدمت دول مجلس التعاون الخليجي مبادرة جديدة تقضي بأن يسلم الرئيس صالح السلطة إلى نائبه بعد شهر من توقيع الاتفاق وعلى منحه حصانة من المقاضاة. وفي أول رد فعل، رفض مئات الآلاف من المتظاهرين الذين اكتظت بهم ساحات مدينة تعز، رفضا قاطعا المبادرة الخليجية المعدلة مطالبين بالرحيل الفوري للرئيس. ومن جهته، حمل خطيب الجمعة في ساحة الحرية بتعز الرئيس مسؤولية ما وصلت إليه الأوضاع من تأزم. وأكد رفض أي مبادرة سياسية لا تتضمن الرحيل الفوري. وقال إن الشعب لن يبرح الساحات حتى يرحل النظام.[178]

#### السبت 23أبريل
تحدثت وكالة رويترز عن إضراب نجح بـ90% في مدينة عدن، وهناك جرح محتجان بعيارات أطلقها جنود على شبان كانوا يعيقون حركة المرور. كما تحدثت رويترز عن محالّ كثيرة أغلقت فيتعزوالحديدة وأبين ولحج. أما العاصمة صنعاء فلم تسجل فيها علامات تدل على استجابة كبيرة للعصيان الذي دعت إليه المعارضة كل سبت وأربعاء. لكن انضمت عناصر من الجيش للمحتجين بساحة التغيير في صنعاء وتواصلت المظاهرات في عدد من المدن تطالب الرئيس علي عبد الله صالح بالتنحي وتتوعده بالمحاكمة. وقد أعلنت نقابة هيئة التدريس بجامعة تعز البدء اليوم الأحد في إضراب شامل ومفتوح احتجاجا على اقتحام مجموعة مسلحة تنتمي للحرس الجمهوري مبنى الجامعة والاعتداء على رئيسها. من جهة أخرى تشهد مدينة الحديدة إضرابا في معظم مؤسسات القطاع العام والخاص تلبية لنداء الثوار الذين دعوا إلى عصيان مدني، حيث توقفت الدراسة الجامعية وبعض مدارس الثانوية إضافة إلى الشركات الخاصة وبعض الدوائر الحكومية والمحال التجارية. من جهتهم دان شباب الثورة في الحديدة تكديس الأسلحة فيما أسموها معسكرات عائلة صالح، حيث شحنت 150 دبابة من ميناء الحديدة إلى معسكر القوات الخاصة في الشمال الشرقي من المدينة.
فيما عبر آلاف من شبان الثورة في ساحة التغيير بصنعاء عن رفضهم لما وصفوه بخيانة الأحزاب لقضيتهم، ورفضوا كل المفاوضات والمبادرات التي تجري خارج ساحات الثورة. ، أعلن حزب المؤتمر الشعبي العام الحاكم قبوله بالمبادرة الخليجية التي تنص على أن يسلم الرئيس صالح السلطة إلى نائب الرئيس بعد شهر من توقيع اتفاق مع قوى المعارضة وعلى منحه حصانة من المقاضاة. وفي المقابل قال ائتلاف المعارضة على لسان زعيمه الحالي ياسين نعمان إنه يرحب بالمبادرة الخليجية، لكنها لن تشارك في حكومة وحدة وطنية. وتصر المعارضة على أنها لن تقبل عنصرا محوريا في الخطة الخليجية، وهو منح صالح وأسرته حصانة من المقاضاة.
- واشنطن تشيد بالمبادرة: أعلن البيت الأبيض أن الولايات المتحدة الأميركية تؤيد عملية انتقال سلمى للسلطة في اليمن تستجيب لتطلعات الشعب اليمنى. وأشاد البيت الأبيض في بيانه بالبيانات التي أعلنتها الحكومة اليمنية والمعارضة عن قبولهما اتفاقا برعاية مجلس التعاون الخليجي لحل الأزمة السياسية في اليمن بطريقة سلمية ومنظمة.[180]
- كلمة الرئيس: قال الرئيس صالح مخاطبا قادة أمنيين في الكلية الحربية في صنعاء «نحن حريصون على عدم إراقة الدم.. الذي تجرنا إليه أحزاب اللقاء المشترك ونعرف أن الحرب الأهلية لها عواقبها ليس علىاليمن فقط بل على المنطقة». ووصف صالح المعارضة بأنها مجموعة «محتالين ومجموعة لصوص»، يتلقون أموالا من جهات لم يسمها، وتحداها أن تصمد لأن حجمها حسب تعبيره لا يتعدى ساحة التغيير بجامعة صنعاء وبعض شوارع مدن اليمن. وجدد صالح استعداده لترك السلطة، لكن فقط عبر صناديق الاقتراع، ودعا الشباب المحتج إلى تشكيل حزب ليسمعوا صوتهم عبر الأطر الحزبية. وأقرّ صالح بأن الشبان يحذون حذو شبان تونس ومصر -حيث أطاحت انتفاضتان شعبيتان بزين العابدين بن علي وحسني مبارك- لكنه اعتبر أن اليمن أمر مختلف.[179]
- المعارضة تتهم الرئيس بمعاقبة شعبه: اتهمت أوساط في المعارضة اليمنية الرئيس علي عبد الله صالحبمعاقبة 23 مليون يمني من خلال افتعال الأزمات المصطنعة وإلصاقها بأحزاب اللقاء المشترك لتضليل الرأي العام وكسب التأييد. واعتبرت الأوساط أن «منع إمدادات الغاز المنزلي من دخول المدن وتفجير أنبوب نفط على أيدي مسلحين، والاعتداء على أبراج الكهرباء، وفصل محطة مأرب الغازية عن الخدمة من قبل النظام» يعتبر عقابا جماعيا للشعب اليمني الذي قال للرئيس صالح «ارحل». وكان الرئيس صالح قد اتهم في خطابه بجمعة «الوفاق» أمام مؤيديه بميدان السبعين بصنعاء أحزاب اللقاء المشترك بمنع إمدادات الغاز وقطع الطرقات وتفجير أنبوب نفط بصرواح بمحافظة مأرب وتفجير أبراج الكهرباء ووصفهم بأنهم مخربون.[181]

#### الأحد 24 أبريل
هتف عشرات الآلاف من شبان الثورة المعتصمين منذ أسابيع في ساحة التغيير بصنعاء للمطالبة بإنهاء حكم صالح المستمر منذ نحو 33 عاما قائلين «لا تفاوض لا حوار.. استقالة أو فرار». وقد دعا ائتلاف ثورة التغيير السلمي في مؤتمر صحفي عقد بساحة التغيير جميع شباب الثورة إلى التصعيد وتحديد ساعة الصفر لإسقاط ما وصفوه بالنظام البائد ومحاكمته، مؤكدين أن أحزاب اللقاء المشترك –التي وافقت على المبادرة بتحفظ- لا تمثل إلا نفسها. وفي عدن أعلنت جميع مكونات الحركة الشبابية الثورية رفضها للمبادرة الخليجية، ودعت إلى «تنسيق الجهود لتعزيز مستوى التكامل النضالي في تحقيق الأهداف والمطالب الثورية». وهتف الآلاف من شباب الثورة المعتصمين في ساحتي الحرية بكريتر والشهداء بالمنصورة قائلين «لا تفاوض لا حوار.. استقالة أو فرار».
- أعلن نائب وزير الإعلام اليمني عبده الجندي أن الرئيس وافق على المبادرة الخليجية ، ووصف المتحدث باسم المعارضة محمد قحطان المبادرة بالإيجابية ، مؤكدا موافقة اللقاء المشترك عليها مع بعض التحفظات على تشكيل حكومة وحدة وطنية خلال سبعة أيام من توقيع الاتفاق ، متسائلا كيف سنؤدي القسم أمام صالح الذي فقد شرعيته؟.[184] وتنص المبادرة الخليجية على أن يسلم صالح السلطة إلى نائبه بعد شهر من توقيع اتفاق مع قوى المعارضة تشكل بموجبه حكومة وحدة وطنية، وعلى منحه وأسرته ومساعديه حصانة من الملاحقة القضائية.[183]
- الرئيس يتراجع عن قبول المبادرة: بعد أن أعلن الرئيس عن قبوله للمبادرة الخليجية يوم أمس، عاد اليوم وأكد خلال مقابلة مع هيئة الإذاعة البريطانية (بي بي سي) أنه لن يترك منصبه ولن يسلم السلطة إلا لخليفته الذي سيتم اختياره من خلال الانتخابات، معتبرا أن الدعوة إلى تنحيه انقلاب على الشرعية الدستورية. وحذر صالح من أن «تنظيم القاعدة يتحرك داخل معسكرات الجيش التي خرجت على الشرعية» وفي أماكن الاعتصامات، كما اتهم الدول الغربية بالتغاضي عما وصفه بالأعمال التخريبية لتنظيم القاعدة في اليمن، محذرا من أن الغرب «سيدفع ثمن ذلك غاليا».[185]

#### الإثنين 25أبريل
وافقت المعارضة اليمنية بشكل نهائي على المبادرة الخليجية ، في حين دعاها شبان الثورة إلى سحب موافقتها وإلا سترحل مع النظام. في غضون ذلك قتل محتجان اثنان في اشتباكيْن منفصليْن في محافظتي إب والبيضاء. وأوضحت مصادر طبية أن أحد القتلى قضى إثر تعرضه لإطلاق الرصاص عليه في إب بعد أن فتحت قوات أمن ترتدي ملابس مدنية النيران لوقف مسيرة احتجاجية. وأضافت أن 30 متظاهرا أصيبوا أيضا بينهم ثمانية بأعيرة نارية، والباقون بالحجارة والهراوات، وقتل المحتج الآخر بمحافظة البيضاء.
و في تعز قامت قوات الأمن ومن يصفهم المعتصمون بالبلاطجة التابعين للحزب الحاكم بإطلاق الرصاص لإيقاف مسيرة للمحتجين في مدينة تعز كانت تحاول الانضمام إلى تجمع حاشد عبر طريق يمر بقصر خاص بالرئيس صالح مما أدى إلى سقوط 3 قتلى وما يربو على 600 مصاب. وبين القتلى امرأة كانت تتابع الاشتباكات من شرفتها قتلت بالرصاص ، وقالت مصادر طبية إن المئات يعالجون إثر استنشاق الغاز المسيل للدموع كما أصيب 50 شخصا بينهم 25 بطلقات نارية و25 بالحجارة. ، في حين قام بعض المتظاهرين بنزع صور صالح الموجودة بشوارع المدينة. كما قامت قوات الحرس الجمهوري باعتقال أكثر من 60 شخصا بمنطقة الحوبان مكان انطلاق المسيرة.
- صعدة: خرج عشرات الآلاف في مظاهرة حاشدة طالبت بإسقاط النظام، كما حملوا على المبادرات الخارجية التي رأوا أنها تؤخر انتصار الثورة وتمد في عمر النظام. وقال المتظاهرون في بيان إن الثورة ضد النظام خرجت من عمق المعاناة التي عاشها الشعب، ولا يمكن العودة إلى الوضع السابق مهما كلف الأمر.[188]
- القاعدة الجوية بمحافظة الحديدة: أفادت مصادر محلية بزيادة التوتر الأمني في القاعدة الجوية بمحافظة الحديدة على البحر الأحمر، إثر تحرك دبابات تابعة لقوات الحرس الجمهوري وتموضعها قتاليا حول المطار والطرق المؤدية إلى القاعدة، في محاولة للسيطرة على القاعدة الجوية التي أعلن قائدها العميد أحمد السنحاني الشهر الماضي تأييده للثورة السلمية. وبحسب المصادر فإن دبابات الحرس تمركزت قرب مدرج مطار القاعدة لمنع إقلاع أو هبوط الطائرات، ورأى مراقبون أن ثمة محاولة من نظام الرئيس صالح للسيطرة على القاعدة الجوية وتغيير قائدها.[188]
- تشكيل اتحاد القوى الثورية: أعلنت ست حركات شبابية بمدينة عدن عن تشكيل تحالف أطلقت عليه اسم "اتحاد القوى الثورية". لتنسيق الجهود والرؤى والمواقف بين الثوار من أجل بلورة موقف سياسي موحد للحفاظ على وهج الثورة". وانتقد رئيس اتحاد القوى الثورية الدكتور عبد الله العليمي المبادرة الخليجية، وقال إنها "تعاملت مع أحداث اليمن على أساس أنها أزمة بين الرئيس صالح والمعارضة وليس من منطلق كونها ثورة شعب في وجه طاغية وأعوانه".[183]

#### الثلاثاء 26أبريل
خرجت مظاهرات حاشدة في صنعاء تطالب برحيل صالح. وكان الأخير قد طالب في مسيرة شبابية مؤيدة له في صنعاء بالوقوف إلى جانب الحرية والوحدة والديمقراطية واعتزال من وصفهم بالقتلة وعناصر الفوضى والتآمر . وفي مدينة نعز قتل شخص وجرح آخران بعدما أطلق الأمن اليمني والجيش الرصاص على متظاهرين مطالبين برحيل الرئيس علي عبد الله صالح عند المدخل الجنوبي لساحة الحرية في مدينة تعز. وشهدت مدينة عدن مساء اليوم صدامات عنيفة بين قوات الأمن ومحتجين تصدوا لمسيرة نسائية مؤيدة للرئيس صالح أدت لسقوط قتيل وعدة جرحى. كما شهدت عدن مساء اليوم مسيرة حاشدة طافت أحياء مدينة المنصورة والشيخ عثمان في إطار الفعاليات الاحتجاجية المطالبة برحيل الرئيس  كما اندلعت اشتباكات بالمدينة عقب تدخل وحدات من الجيش لفتح الطريق الذي يربط ضاحية البريقة ببقية مناطق مدينة عدن، والذي عمد محتجون إلى إغلاقه منذ أمس الاثنين للمطالبة بالإفراج عن معتقلين من سكان المنطقة تتهمهم السلطات بقضايا جنائية.
فيما خرج مئات اليمنيين من سكان مدينة سيئون بمحافظة حضرموت في مظاهرة على الدراجات النارية بشوارع المدينة، رددوا أثناءها هتافات تطالب برحيل الرئيس. ونزل بضع مئات من اليمنيين من سكان جزيرة سُـقـَطرى، الواقعة على المحيط الهندي قبالة سواحل القرن الأفريقي، إلى الشوارع في مظاهرة كبيرة مرددين هتافات تطالب برحيل الرئيس.
- لقاء الرئيس مع الكتلة البرلمانية للحزب الحاكم: أكد الرئيس اليمني علي عبد الله صالح مجددا أن عهد الانقلابات قد ولى وأنه لا سبيل للتداول السلمي للسلطة إلا عبر صناديق الاقتراع و«في إطار الدستور»، في إشارة قال محللون إنها تعني تملصه من المبادرة الخليجية التي تقترح تنازله عن منصبه بعد شهر من التوقيع عليها، وهي مبادرة جدد شباب الثورة رفضهم لها لأنها «لا تلبي الحد الأدنى من مطالب الشعب». واتهم صالح أحزاب اللقاء المشترك ومن وصفهم بشركائهم من الحوثيين وعناصر تنظيم القاعدة والعناصر الانقلابية من العسكريين بالعمل على تدمير ما تحقق من منجزات والانقلاب على الشرعية الدستورية. وقال «لسنا ضد التغيير ولكن بالأسلوب الديمقراطي السلمي وفي إطار الدستور واحترام إرادة الشعب». ورغم ذلك، نقلت وكالة الصحافة الفرنسية عن مصادر في السلطة والمعارضة في اليمن القول إن الجانبين سيوقعان الاثنين القادم في العاصمة السعودية الرياض على المبادرة الخليجية.[194]

#### الأربعاء 27أبريل (يوم دام بصنعاء)
قتل 13 شخصا وأصيب 210 آخرين عشرة منهم في حال الخطر مساء اليوم في العاصمة اليمنية صنعاء برصاص قوات الأمن ومسلحين يلقبون محليا بـ«البلاطجة»، حينما خرج مئات الآلاف عصر اليوم في مسيرة حاشدة رفضا للمبادرة الخليجية وللمطالبة برحيل صالح الفوري عن السلطة، وقد انطلقت المسيرة من ساحة التغيير بصنعاء باتجاه شارع عمران ، مرورا بمبنى التلفزيون ومبنى مجلس الشورى، حيث كانت في طريقها للعودة من شارع الحصبة إلى ساحة التغيير مرة أخرى. عندما قامت قوات أمنية تتمركز داخل صالة الثورة الرياضية باعتراض المسيرة وباشرت بإطلاق الرصاص الكثيف 
في حين دعا ناشطون يمنيون سكان عشرات المدن والبلدات في أنحاء البلاد إلى بدء حملة عصيان مدني لإسقاط النظام. وقال النشطاء في المعارضة إن السكان فيما لا يقل عن 18 مدينة وبلدة يمنية استجابوا لدعوتهم إلى العصيان المدني، حيث أغلقت المحلات التجارية والمدارس والمؤسسات الحكومية منذ صباح اليوم، ومن المقرر أن يتكرر هذا الإغلاق لمدة يومين كل أسبوع إلى أن يتنحى الرئيس علي عبد الله صالح. وتأتي حركة العصيان المدني ضمن سلسلة من الإجراءات التي تتخذها المعارضة في رفضها للخطة الخليجية التي أيدتها الحكومة والائتلاف المعارض الرئيسي في البلاد.
فيما شهدت مدينة حضرموت أول عصيان مدني لها منذ انطلاق الثورة الشبابية في اليمن. وأصيب شخصان واعتقل اثنان آخران في لحج - الحوطة إثر قيام أطقم من الأمن المركزي ترافقها مصفحة باقتحام مخيم الاعتصام بالحوطة ظهر اليوم وشهدت ضاحية مريس بمحافظة الضالع صباح اليوم خروج آلاف النساء في مسيرة حاشدة للمطالبة بإسقاط النظام، كما أقمن مهرجانا خطابيا عقب المسيرة رفضن فيه أي مبادرة لا تتضمن الرحيل الفوري للرئيس صالح. وطالبت الناشطات محافظ البنك المركزي بعدم التجاوب مع أوامر الصرف من الرئيس «حتى لا يعبث بأموال الشعب كما عبث بها طيلة الفترة الماضية»، حسب البيان الصادر عن المهرجان. وفي ضاحية قعطبة بالضالع خرج الآلاف في مسيرة سلمية تطالب أيضا بإسقاط النظام وعدم القبول بأي مبادرات لا تتضمن الرحيل الفوري لصالح.
- منظمة العفو تدعو لمحاسبة الرئيس: دعت منظمة العفو الدولية إلى محاسبة الرئيس علي عبد الله صالح على انتهاكات حقوق الإنسان، وعدم منحه مع حلفائه السياسيين أي حصانة من الملاحقة القضائية كثمن لإنهاء الأزمة المتصاعدة لحقوق الإنسان في بلاده. وقالت المنظمة إن صالح، وبعد أشهر من الاحتجاجات على 33 عاما من حكمه، من المتوقع أن يتوصل إلى اتفاق على صفقة لنقل السلطة إلى قادة المعارضة والتنحي في غضون 30 يوما يبدو أنه سيوفر له ولأركان حكمه حصانة يمكن أن تحول دون محاكمتهم عن مقتل أكثر من 120 متظاهرا وغيرها من الانتهاكات التي ارتكبت أثناء الاحتجاجات الأخيرة والسنوات السابقة.[197]

#### الخميس 28أبريل
خرج عشرات الآلاف من المتظاهرين في صنعاء احتجاجا على مقتل 12 متظاهرا وإصابة 150 برصاص قوات الأمن في صنعاء وعدن يوم أمس. وقد تجشم المحتجون الأمطار الغزيرة من أجل التنديد بالعنف الذي قابلت به قوات الرئيسعلي عبد الله صالح المحتجين أمس. فيما شيع الآلاف من اليمنيين اليوم في البيضاء أحد شباب الثورة ممن قتلوا برصاص الحرس الجمهوري الأحد الماضي. وندد المشيعون بما قالوا إنها جرائم نظام الرئيس صالح ورفضوا المبادرة الخليجية التي قالوا إنها أعطت مزيدا من الوقت للرئيس اليمني لكي يقتل الأبرياء.
- علي محسن يتهم الرئيس بالسعي للاقتتال: اتهم قائد المنطقة الشمالية الغربية في الجيش اليمني اللواء علي محسن الأحمر الرئيس صالح بمحاولة جر الجيش إلى الاقتتال لتتحقق أحلام الطغاة المريضة حسب وصفه. جاء ذلك بعد يوم من مقتل 15 محتجا على الأقل وإصابة 150 برصاص قوات الأمن فيصنعاءوعدن، فيما جرح المئات في مواجهات بمدينةتعز.[199]
- المبادرة في خطر: حذرت المعارضة من أن استمرار إطلاق النار على المتظاهرين السلميين في الشارع سيعرض للخطر الاتفاق المزمع التوقيع عليه يوم الاثنين المقبل لإنهاء الأزمة الراهنة. واتهمت المعارضة النظام اليمني بالسعي إلى «التنصل» من الاتفاق الذي رعته دول مجلس التعاون الخليجي للخروج من الأزمة. وندد اللقاء المشترك بما سماه «المجزرة الوحشية التي ارتكبتها أجهزة ومليشيا الأسرة (الحاكمة) يوم أمس ضد المتظاهرين سلميا»، محملا المسؤولية المباشرة للرئيس اليمني علي عبد الله صالح «وأبنائه وإخوته وأبناء إخوته».[200]
- الرئيس يتهم قطر بالتآمر على اليمن: في مقابلة مع "قناة روسيا اليوم" الناطقة بالعربية اتهم صالح قطر بالتآمر "في تمويل الاحتجاجات في الوطن العربي" ومنها بلاده. وقال صالح إن "دولة قطر هي الآن التي تقوم بتمويل الفوضى في اليمن ومصر وسوريا وفي كل الوطن العربي، وعندهم مال كثير وتعدادهم صغير، فعندهم مال لا يعرفون كيف يتصرفون به، ويريدون أن يكونوا دولة عظمى في المنطقة". وبخصوص تحفظه على المبادرة التي تقدمت بها دول الخليج والتي من المقرر التوقيع عليها الاثنين القادم في العاصمة السعودية الرياض، قال صالح "سنتحفظ على التوقيع إن حضر ممثل قطر مع وزراء خارجية مجلس التعاون". وأضاف أن "قطر ضالعة وهي على تواصل مع الخارجين عن القانون، والآن المال القطري يتدفق إلى اليمن لإثارة الفوضى والقلاقل وإراقة الدم في اليمن، والدم عندنا غال، وهي تستغل هذا الظرف السياسي وتستغله استغلالاً سيئاً". وأكد صالح أن المبادرة الخليجية "منظومة متكاملة ويجب أن تنفذ كلها بحسب بنودها وأولوياته". كما اتهم قناة الجزيرة "بالكذب وتزييف الحقائق وبث الفتنة وعدم المهنية"، محملا إياها مسؤولية "إراقة الدماء في اليمن والوطن العربي.[201]
- الرئيس يقيل النائب العام: أقال الرئيس علي عبد الله صالح النائب العام عبد الله العلفي وعين نائبه علي أحمد ناصر الأعوش بدلا منه على خلفية أمر أصدره بفتح تحقيق في عمليات القتل التي ارتكبت ضد المحتجين يوم 18 مارس الماضي والتي أدت إلى مقتل 52 شخصا بساحة التغيير. وقال مراقبون يمنيون إن العلفي -الذي وصل إلى ساحة التغيير لينضم إلى ثورة الشباب- حاول الوصول إلى بطانة الرئيس لمساءلتها عن الجرائم التي ارتكبت ضد المحتجين وخصوصا مجزرة جمعة الكرامة في مارس وكذلك مقتل 13 شخصا برصاص القوى الأمنية يوم أمس. وذكرت مصادر يمنية أن العلفي طلب التحقيق مع شخصيات مقربة من الرئيس بتهمة قتل متظاهرين مسالمين، بينهم نجله قائد الحرس الجمهوري أحمد علي صالح وابنا أخيه عمار صالح وكيل جهاز الأمن القومي ويحيى صالح قائد الأمن المركزي. ورأت المصادر ذاتها أن العلفي بدأ يشكل خطرا على الرئيس نفسه لانتقاده عدم قانونية قانون الطوارئ الذي أعلنه صالح الشهر الماضي وأقره مجلس النواب، معتبرا أنه غير دستوري.[202]

#### الجمعة 29أبريل (الوفاء للشهداء/الشرعية الدستورية)
تظاهر قرابة 4 ملايين يمني في أكثر من 17 محافظة يمنية للمطالبة بتنحي الرئيس علي عبد الله صالح عن السلطة فورا ومحاكمته بدلا من منحه حصانة، وذلك في ما أطلق عليه المحتجون «جمعة الوفاء للشهداء»، في حين جدد صالح وسط حشد من أنصاره في العاصمة صنعاء تمسكه بالسلطة وما سماه «الشرعية الدستورية». وأتت هذه التحركات وسط ترقب لمصير المبادرة الخليجية التي من المفترض أن يوقعها صالح في صنعاء غدا والتي تهدف إلى حل الأزمة عبر تسليمه سلطاته لنائبه وتشكيل حكومة وحدة وطنية تقودها المعارضة مقابل تنحيه عن منصبه بعد شهر وعدم ملاحقته وأسرته ومساعديه. وأقام المحتجون في صنعاء صلاة الغائب على قتلى سقطوا برصاص الأمن ومسلحين الأربعاء أمام ملعب الثورة بصنعاء، وبالقرب من مبنى التلفزيون الرسمي. وردد المشاركون شعارات من بينها «يا شهيد ارتاح ارتاح.. سوف يحاكم السفاح»، وأكدوا أنهم سيظلون معتصمين حتى يسقط النظام، مؤكدين أنهم غير معنيين بالمبادرة التي أطلقها مجلس التعاون الخليجي، وطالب المحتجون بعدم توفير أي ضمانة لصالح وأركان حكمه من الملاحقة القضائية.
و في مدينة تعز احتجزت قوات الأمن بمدينة تعز سيارة إسعاف تابعة للمستشفى الميداني بساحة الحرية واعتقلت طاقمها الطبي المكون من ثلاثة أفراد، ثم أودعتهم بقسم الشرطة قبل نقلهم إلى معتقل البحث الجنائي. وهدد شباب الثورة بساحة الحرية بالتحرك بتسيير مظاهرة احتجاجية إلى مبنى البحث الجنائي للإفراج عنهم.
- كلمة الرئيس أمام أنصاره: جدد الرئيس علي عبد الله صالح أمام حشود من أنصاره وفدوا إلى ساحة السبعين في صنعاء من جميع أرجاء البلاد تمسكه بالسلطة، مستندا في ذلك إلى ما سماه «الشرعية الدستورية». وقد توافدت على صنعاء حشود مناصرة للرئيس، ونظمت تجمعا حاشدا سمته «جمعة الشرعية الدستورية». وقال صالح إن هذه الجماهير «خرجت لتعلن تمسكها بالشرعية الدستورية، ورفضها للانقلابات» ووصف معارضيه «بالقتلة والخونة والعملاء».[204] وقال المتحدث باسم الحشود إن الشعب اليمني يريدعلي عبد الله صالح.[59]

#### السبت 30أبريل
- الرئيس يرفض التوقيع على المبادرة الخليجية: رفض الرئيس علي عبد الله صالح التوقيع على المبادرة الخليجية لانتقال السلطة، في حين أن الوفد الخليجي الذي زار صنعاء برئاسة الأمين العام لمجلس التعاون عبد اللطيف الزياني في محاولة لإقناع الرئيس بالتوقيع على الاتفاق غادر صنعاء عائدا إلىالرياض.[206]
- عدن - المنصورة: قتل 4 أشخاص وأصيب 22 آخرون بجروح عندما اقتحم أفراد من قوات الأمن المركزي مدعومة بقوات من الجيش والدبابات ساحة الاعتصام (ساحة الشهاء) بحي المنصورة بمدينة عدن. وجاء ذلك بعد يوم مظاهرات شارك فيها نحو 4 ملايين يمني للمطالبة بتنحي الرئيس عن السلطة فورا ومحاكمته، وبالتزامن مع إضراب عام شل الحياة في عدن. وذكرت مصادر أن قوات الأمن طاردت المتظاهرين وسط المنازل المحيطة بالساحة وأن عددا كبيرا منهم أصيب جراء إطلاق النيران. وذكر الصحفي اليمني أنيس منصور أن الدبابات "تجوب الآن وسط الميدان" وأن الجنود وقوى الأمن دمروا كل شيء في ساحة الاعتصام. وأضاف "دمروا غرفة الإسعاف والمركز الإعلامي وحتى المسجد بجانب الساحة لم يسلم من الاعتداء. وأكد سقوط قتيل في عملية الاقتحام وجرحى بينهم واحد في حالة موت سريري، مشيرا إلى أن الرصاص كان يستهدف الرأس والقلب. هذا وقد أغلقت مؤسسات القطاع المدني والمتاجر أبوابها استجابة لدعوات إلى العصيان المدني في مدينة عدن.[207]
- شبوة: شهدت محافظة شبوة اليوم مسيرة حاشدة للمطالبة بإسقاط النظام ومحاكمة رموزه.[207]

### مايو

#### الأحد 1 مايو
وسط تعثر المبادرة الخليجية بعد رفض الرئيس علي عبد الله صالح التوقيع عليها استمرت في صنعاء المظاهرات المطالبة بتنحي الرئيس وسقوط النظام، وقال المتظاهرون إنهم باقون في الشوارع حتى رحيل صالح ورموز حكمه. وفي عدن انسحبت قوات الأمن المركزي مع قوات الحرس الجمهوري من ساحة الاعتصام في مدينة المنصورة بمحافظة عدن بعد نهبها وتدميرها. وقال شهود عيان إن مصادمات عنيفة دارت مساء اليوم بين هذه القوات والمتظاهرين قبل أنسحاب القوات مما تسبب في سقوط جريحين بالرصاص الحي، لترتفع حصيلة المواجهات خلال يومين إلى 5 قتلى و21 جريحا. وكانت منظمات حقوقية أدانت بشدة اقتحام قوات الأمن مخيم الاعتصام في المنصورة وحملت الجهات الأمنية والسلطة المحلية مسؤولية ارتكاب المجازر في حق المعتصمين سلميا.
و في الحديدة جاب عشرات آلاف المحتجين شوارع المدينة، وهتفوا تضامنا مع الثوار في عدن. وطالب شباب الثورة اليمنية في ساحة الحرية في تعز دول مجلس التعاون الخليجي بالاعتراف فورا بشرعية الثورة. وأكد عدد من شباب تعز أنهم يستعدون لما سمَّوْه عملية زحف واسعة باتجاه قصور الرئاسة بهدف إسقاط نظام الرئيس صالح.
اتهمت المعارضة صالح بإفشال المبادرة الخليجية، وقال أحد مسؤولي اللقاء المشترك المعارض «عقدت أربع جلسات من أجل إقناع صالح، وكان يطرح شروطا جديدة في كل مرة». وكان صالح أكد أنه لا يتمسك بالسلطة ولكنه لن يسلمها إلا إلى أيادٍ أمينة. وعاد ليؤكد الأحد بتصريحات أمام مجموعة من أنصاره أنه لن يناقش تسليم السلطة إلا في الإطار الدستوري مطالبًا المعارضة بوقف احتجاجاتها. وقالت المعارضة إنها تدرس خيارات للتصعيد للضغط على الرئيس للتنحي بعد رفضه التوقيع على اتفاق المبادرة الخليجية، وانها تنتظر موقف الولايات المتحدة وأوروبا من رفض صالح التوقيع.
- اجتمع وزراء خارجية مجلس التعاون الخليجي اليوم بالرياض حيث لم يتم توقيع الأطراف اليمنية على المبادرة الخليجية بعد رفض الرئيس علي عبد الله صالح التوقيع عليه بصفته الرئاسية، وأضافت المصادر أن الاجتماع اقتصر على حضور الوزراء الخليجيين لمناقشة مستجدات الملف اليمني.[210] وأقر المجلس بوجود عوائق تعرقل الاتفاق النهائي، معلنا أن الأمين العام عبد اللطيف الزياني توجه إلى صنعاء لهذا الغرض. وكان الزياني قد غادر العاصمة اليمنية مساء السبت دون أن يتمكن من الحصول على توقيع الرئيس صالح على اتفاق الخروج من الأزمة. وإثر ذلك رفضت المعارضة اليمنية التوجه إلى الرياض حيث كان مقررا أن يتم اليوم توقيع الاتفاق رسميا. في غضون ذلك، أبلغ وسطاء مجلس التعاون الخليجي المعارضة اليمنية بأن صالح مستعد لتوقيع الاتفاق بصفته رئيس حزبه وأنه رفض التوقيع بصفته رئيسا للجمهورية.[211]
- اتصال الملك السعودي: أعلن وزراء خارجية مجلس التعاون الخليجي أن الأمين العام لمجلس التعاون عبد اللطيف بن راشد الزياني "سيتوجه إلى صنعاء لمحاولة إزالة المعوقات وقال مصدر مطلع على المشاورات أن صالح أكد للزياني أنه لن يوقع بنفسه الاتفاق الذي وضعته الدول الخليجية، وأنه سيكلف أحد مستشاريه القيام بذلك. ويأتي الإعلان عن توجه الزياني مجددا إلى اليمن بعد الإعلان عن اتصال بادر به صالح مع الملك السعودي عبد الله بن عبد العزيز ناقشا خلاله الوضع في اليمن. وأوضحت وكالة الأنباء اليمنية الرسمية (سبأ) أن صالح أكد ضرورة تنفيذ المبادرة الخليجية "كمنظومة متكاملة غير قابلة للتجزئة والانتقائية وبحيث يتم تنفيذ بنودها بحسب أولوياتها". وطبقا للوكالة، شدد صالح على "أن ينفذ البند التالي بعد تنفيذ البند الذي سبقه وبما لا يتنافى مع دستور الجمهورية اليمنية وبما يكفل إنهاء الأزمة التي افتعلها الانقلابيون والمأزومون لجر الوطن إلى الفتنة والصراع".[209] كما ذكرت وكالة الأنباء اليمنية أن صالح اتصل الأحد بملك البحرين أيضاً ورئيس دولة الإمارات وناقش آليات تطبيق الاتفاق.[211]
- مجلس التعون يرفض الاتهامات لقطر: رفضت دول مجلس التعاون الخليجي تصريحات الرئيس علي عبد الله صالحالتي اتهم فيها قطر «بالتآمر» بتمويل الاحتجاجات في الوطن العربي، مؤكدة أن المبادرة الخليجية لحل الأزمة اليمنية تمثل «إرادة جماعية». وأعرب المجلس الوزاري الخليجي في بيان صدر مساء اليوم عقب اجتماع اسثنائي في السعودية، عن أسفه لما صدر من تصريحات عن الجانب اليمني تتضمن «إساءة لدولة قطر التي تبذل مع شقيقاتها في المجلس جهودا للتوصل إلى توافق شامل يحفظ اليمن واستقراره ووحدته ورخاء شعبه». وكان الرئيس اليمني قد اتهم قطر يوم الخميس في مقابلة مع قناة «روسيا اليوم» بالتآمر «في تمويل الاحتجاجات في الوطن العربي»، ومنها بلاده. وقال صالح إن دولة قطر هي التي تقوم بتمويل الفوضى في اليمن ومصر وسوريا وفي كل أنحاء الوطن العربي، مضيفا أن «قطر تريد أن تكون دولة عظمى».[212]

#### الإثنين 2 مايو
ودعا المحتجين على الصعيد الوطني للرئيس صالح المحاكمة. وقال دول مجلس التعاون الخليجي أنها سترسل مبعوثا خاصا في محاولة لإنقاذ الصفقة. في عدن، وقتل أحد المتظاهرين برصاص قوات الأمن وسط مظاهرة تدعو إلى محاكمة سريعة من ضباط الشرطة اتهموا بقتل أحد المشتبه بهم في عهدتها.
خرج مئات الآلاف من المحتجين في شوارع محافظة إب بمظاهرة عبرت لافتاتها عن رفضهم للمبادرة الخليجية ولأي حوار لا يؤدي إلى رحيل الرئيس فوراً ومحاكمته ونظامه. وشهدت البيضاء مسيرات حاشدة نددت بأفعال الحرس الجمهوري في منطقة يافع وطالبت بإسقاط النظام، كما قام أبناء مدينة رداع بالمحافظة بتسيير قافلة محملة بالمواد الغذائية دعما للثوار. وخرجت مظاهرة في تعزتطالب مجلس التعاون الخليجي بالتوقف عما وصفتها بالوساطة لإنقاذ النظام، وندد المتظاهرون بما سموها مجازر قوات صالح في عدن ويافع والمدن الأخرى.
و في ذمار خرج الآلاف من طلاب كلية التربية بجامعة ذمار في مسيرة صامتة احتجاجا على اعتداء البلاطجة وجنود الأمن المركزي على الطلاب في حرم الكلية الأسبوع الفائت. واتجهت المسيرة الصامتة نحو ساحة التغيير وهم يضعون شرائط حمراء على أفواههم تعبيراً عن رفضهم لأعمال البلاطجة الذين حاولوا تكرار السيناريو بالاعتداء على الطلاب مرة أخرى إلا أن جنود الأمن منعوا ذلك. وخرج أبناء محافظة صعدة في مسيرة تطالب بإسقاط النظام ومحاكمة من يصفونهم بالمجرمين والفاسدين رافضين كل أنواع الحوارات.
- استأنف الأمين العام لمجلس التعاون الخليجي عبد اللطيف الزياني محاولاته لإنعاش مبادرةٍ لإنهاء الأزمة اليمنية، أساسها تنحي الرئيس علي عبد الله صالح، لكن خيّم الشك على فرص نجاحها، بعد رفض الرئيس التوقيع عليها السبت، مما دفع اللقاء المشترك المعارض إلى التهديد بالالتحاق بـ«ثورة الشباب»، مطالبا المجموعة الدولية بالضغط على النظام فيصنعاء.[215]

#### الثلاثاء 3 مايو
تواصلت المظاهرات والاحتجاجات في مدن ذمار والبيضاءوتعز وغيرها من مدن اليمن مؤكدة مطالبها بإسقاط نظام الرئيس علي عبد الله صالحومحاكمة رموزه بعد تعثر توقيع اتفاق نقل السلطة الذي تم بمبادرة خليجية. وتوجهت قافلة إغاثة إنسانية مؤلفة من 55 سيارة من مديرية الرضمة إلى منطقة خليج الرحمة في إب لدعم المعتصمين هناك. كما احتشد آلاف المعلمين في ذمار أمام منزل المحافظ احتجاجا على خصم مبالغ مالية من رواتبهم على خلفية مشاركتهم في إضراب ترافق مع الاحتجاجات الراهنة.
- روسيا تدعم المبادرة الخليجية: تسلم الرئيس علي عبد الله صالح رسالة من نظيره الروسي ديمتري ميدفيديف أعلن فيها دعمه المبادرة الخليجية لحل الأزمة اليمنية. وذكرت وكالة الأنباء اليمنية الرسمية سبأ أن المبعوث الخاص للرئيس الروسي سيرغي فرشينين سلم صالح الرسالة.[217]
- مظاهرة للجالية اليهودية: نظم عدد من أبناء الطائفة اليهودية المقيمين في المدينة السياحية بصنعاء تظاهرة مؤيدة للرئيس صالح ورددوا شعارات تؤيد الشرعية الدستورية. وانطلقت التظاهرة التي قدرت ببضع عشرات من المدينة السياحية التي تقع على بعد أمتار من السفارة الأمريكية إلى مبنى سفارة الولايات المتحدة. وتوقفت المسيرة أمام السفارة الأمريكية في صنعاء حيث قاموا بتسليم رسالة تؤيد بقاء صالح حتى انتهاء مدة ولايته العام 2013 م. يذكر أن قرابة 300 شخص من أبناء الطائفة اليهودية يعيشون في مدينة ريدة بمحافظة عمران شمالي اليمن، وكانت اليمن موطنا لجالية يهودية كبيرة قدرت بحوالي 60 الف شخص قبل قيام دولة إسرائيل.[216]

#### الأربعاء 4 مايو
قتل انفجار وقع في منطقة اليمن الجنوبي زنجبار 5 جنود، بينما قتل أربعة مدنيين في الظاهر من الذعر من الجنود الباقين على قيد الحياة. وفي صنعاء، أطلق المتظاهرون مظاهرات كبيرة ضد وساطة دول مجلس التعاون الخليجي. وكان هناك أيضا تجمع النساء فقط تحتجزهم قوات الأمن احتجاجا على اختطاف ناشطة مؤيدة للديمقراطية غلان بدرية.
لقيت حادثة قصف الطيران اليمني والمدفعية ضاحية الحد يافع بمحافظة لحج استنكارا وتنديدا واسعين في مختلف أرجاء اليمن، فقد جاب مئات الآلاف من المحتجين شوارع العاصمة صنعاء في مسيرة للتنديد بقصف الطيران لمنطقة يافع. وطاف آلاف المحتجين شوارع مدينة إب في مسيرة منددة بالقصف الجوي لمنطقة يافع، كما شهدت مدينة الحديدة وحضرموت والضالع وعدنوتعز مظاهرات مماثلة للغرض نفسه. وطالب المتظاهرون بتنحي الرئيس علي عبد الله صالح ومحاكمته.
كما شهدت مدينة تعز وقفة احتجاجية نسائية أمام منزل امرأة تعرضت لطلق ناري من قبل قوات الأمن أثناء قيامها برش المياه على متظاهرين من شرفة منزلها لتخفيف وطأة حرارة الطقس. واعتبر المتظاهرون أن ما يجري في يافع يكشف نية مبيتة لدى نظام صالح لتفجير الأوضاع وجرّ البلاد إلى دائرة العنف. من ناحية أخرى استجاب أصحاب المحال التجارية في عدد من المدن لدعوة شباب الثورة للعصيان المدني يوميْ السبت والأربعاء من كل أسبوع لإجبار الرئيس على التنحي.
- اتهامات متبادلة: اتهمت وزارة الدفاع عناصر من اللقاء المشترك «باختطاف الشاعر وليد المريشي وقطع لسانه والقذف به في شارع تعز جنوب صنعاء». واعتبرت الوزارة أن مثل تلك الاعتداءات التي تحيق بموالين للسلطة أمر يخالف القانون وكل الأعراف والتقاليد للمجتمع اليمني، مشيرة إلى أن مثل تلك الحوادث من شأنها «إقلاق السكينة العامة».
في مقابل ذلك، اتهم اللقاء المشترك جهاز الأمن القومي باختطاف ناشطة بعد خروجها من ساحة التغيير بجامعة صنعاء. وقال بيان المشترك إن الناشطة بدرية غيلان «اختطفت أثناء خروجها من ساحة التغيير وأخفيت بصورة تتعارض مع نصوص الدستور والقوانين وأعراف وتقاليد المجتمع اليمني المحافظ». واعتبر اللقاء المشترك أن الحادث «يكشف مدى الانحطاط الأخلاقي والقيمي الذي وصل إليه النظام باعتبار أنها ليست الأولى التي تطال ناشطين».[222]

#### الخميس 5 مايو
قالت وزارة الدفاع اليمنية صالح ومسؤولي الحزب الحاكم، وزعماء المعارضة مبدئياً وافقت على التوقيع على الاتفاق في دول مجلس التعاون الخليجي في حفل أقيم في صنعاء وليس في الرياض في موعد لم يكشف عنه، ذكرت وكالة أنباء شينخوا .
خرج الآلاف من المحتجين في شوارع العاصمة صنعاء لتجديد المطالبة بإسقاط النظام، ورددوا الهتافات المنادية بسقوط الرئيس صالح. وقال شبان الثورة إن دعوتهم الشعب إلى العصيان المدني يومي السبت والأربعاء من كل أسبوع لقيت تجاوبا كبيرا في كل من صنعاء وإب وعدن وتعز ومدن أخرى.
فيما تعهد قادة المعارضة اليمنية بمواصلة دعم ثورة الشباب التي تطالب برحيل الرئيس علي عبد الله صالح وإسقاط نظامه ومحاكمته. وأكد زعماء المعارضة أنها ستحمي الاعتصامات التي تجري في عدة أنحاء من البلاد وتطالب منذ أكثر من ثلاثة أشهر بإسقاط صالح، وأن هذا الدعم سيستمر إلى حين «تحقيق مطالب الثورة».

#### الجمعة 6 مايو (جمعة الوفاء للجنوب)
شهدت عدة محافظات يمنية مظاهرات حاشدة تلبية لدعوة شباب الثورة إلى حشود مليونية في جمعة أطلقوا عليها اسم «جمعة الوفاء للجنوب»، حيث طالب المتظاهرون بالرحيل الفوري للرئيس علي عبد الله صالح والذي تعهد بمقاومة خصومه. فقد احتشد مئات الآلاف من معارضي النظام في شارع الستين بصنعاء بمظاهرة ضخمة على طول 8 كيلومترات، وطالب المشاركون فيها برحيل الرئيس ومحاكمته، كما عبروا عن رفضهم للمبادرة الخليجية التي تسعى لوضع حد للأزمة السياسية في البلاد. كما احتشد المتظاهرون في ساحة التغيير، وأكد خطيب الجمعة تصميم الشعب اليمني على الانتظار في الساحات حتى إسقاط النظام ومحاكمة رموزه.
و تظاهر ما يزيد عن مليون مواطن في مدينتي تعز وإب، مجددين رفضهم للمبادرة الخليجية. وندد المتظاهرون بالعنف الذي تواجه به السلطات المتظاهرين، وأقاموا صلاة الجنازة على روح متظاهر قتل برصاص الأمن الأسبوع الماضي. ووصف خطيب الجمعة بساحة الحريةبمدينة تعز الرئيس اليمني بأنه «رئيس لا يحترم كلمته»، داعيا مجلس التعاون الخليجي إلى الوقوف مع الشعب اليمني. كما وجه المتظاهرون رسالة وفاء للجنوب.
في المقابل حشد الرئيس علي عبد الله صالح أنصاره في ميدان السبعين في العاصمة صنعاء، وتعهد في كلمة أمام حشوده بمقاومة خصومه، واصفا إياهم بأنهم «غير شرعيين» و«خارجون عن القانون» و«مخربون» و«قطاع طرق». وقال صالح إنه يوجه كافة الأجهزة الأمنية بملاحقة «المجرمين الخونة».
شهدت مدينة عدن مسيرات احتجاجية عقب صلاة الجمعة رافقها تشييع جنازتي اثنين من ضحايا الاحتجاجات سقطا أثناء مصادمات عقب تنفيذ المحتجين عصيانا مدنيا شهدته المدينة خلال الأيام الماضية. وشارك الآلاف ببلدة المنصورة في مسيرة حاشدة جابت شوارع البلدة، وشيعت بدورها أحد الضحايا الذين سقطوا برصاص قوات الأمن خلال الأسبوع الماضي. وفي بلدة كريتر، شارك الآلاف في مظاهرة مشابهة تم خلالها تشييع جنازة متظاهر لقي مصرعه برصاص الأمن يوم 27 أبريل/نيسان المنصرم. وخرج عشرات الآلاف في مسيرات حاشدة في لحج والضالع عقب صلاة الجمعة مطالبين بإسقاط صالح .
- نسخة جديدة للمبادرة الخليجية: قدّم مجلس التعاون الخليجي نسخة معدّلة من المبادرة الخليجية تشمل تعديلات تنص على أن يكون الاتفاق بين الحزب الحاكم في اليمن وحلفائه وبين المعارضة وشركائها. وطلب الأمين العام لمجلس التعاون الخليجي عبد اللطيف الزياني من رئيس اللجنة التحضيرية للحوار محمد سالم باسندوة في اتصال هاتفي إعداد قائمة بـ15 ممثلا عن أحزاب اللقاء المشترك (المعارض) وشركائها يتولون مهمة التوقيع على اتفاق المبادرة الخليجية، مقابل 15 ممثلا آخر عن حزب المؤتمر الشعبي العام (الحاكم) والحكومة، بمن فيهم الرئيس علي عبد الله صالح على أن يكون الرئيس اليمني ضمن الموقعين بصفته الحزبية، وليس كما ورد في النسخة السابقة من المبادرة التي نصت على أن يكون التوقيع بين الرئيس وممثلي المعارضة. كما نصت النسخة الجديدة على أن يكون الرئيس اليمني ووزير خارجية الإمارات العربية الشيخ عبد الله بن زايد آل نهيانراعيين للاتفاق. وكان الرئيس صالح قد رفض التوقيع على المبادرة الخليجية بصفته رئيسا للجمهورية، وقال إنه سيوقع عليها بصفته رئيسا للحزب الحاكم، وهو الأمر الذي رفضته المعارضة اليمنية.[225]

#### السبت 7 مايو
قتل أحد المتظاهرين في ال-مافير بعد أن استخدمت الشرطة الغاز المسيل للدموع والذخيرة الحية ضد مظاهرة قادها الطلاب في المدينة. أصيب أحد عشر آخرون بجروح. إب وحضرموت كانت أيضا مسرحا لاحتجاجات آلاف قوية يقودها الشباب، الذين دعا صالح التنحي فورا ويواجهون المحاكمة. كما أكدت المعارضة رفضها التوقيع على الاتفاق في دول مجلس التعاون الخليجي إذا تم إجراء أي تغييرات لاستيعاب صالح أو إذا رفض الرئيس التوقيع عليها نفسه.
أعلنت اللجنة التنظيمية لشباب الثورة الشعبية اليمنية رفضها لأي مبادرات تطيل عمر النظام وتفرغ الثورة من محتواها بتحويلها إلى أزمة بين أطراف المنظومة السياسية. وأكدت اللجنة رفضها القاطع لأي مبادرة لا تؤدي إلى رحيل نظام الرئيس علي عبد الله صالح فوراً ومحاكمته، وحذرت قادة الأحزاب السياسية من مغبة التعاطي مع أي مبادرات تتعارض مع إرادة الشعب. كما دعت اللجنة قادة دول مجلس التعاون الخليجي إلى التوقف عن أي مبادرات يترتب عليها استعداء الشعب اليمني، ووجهت نداء للولايات المتحدة والاتحاد الأوروبي والدول الدائمة العضوية بمجلس الأمن لتحمل مسؤوليتها الأخلاقية، ووقف التدخل السلبي ضد إرادة الشعب اليمني.
و صعّد شباب الثورة ضغوطهم على النظام بالدعوة إلى إضراب عام ابتداء من اليوم، وهو ما لقي استجابة في مدينة لحج حيث أغلقت معظم المحال التجارية منذ الصباح الباكر حتى صلاة الظهر، في حين فتحت المرافق التي تتعلق بالخدمات الضرورية مثل الصيدليات. وكانت نسبة تنفيذ الإضراب العام 80% كم لم تشهد المدينة أي صدامات بين المواطنين والأمن أو أي أعمال شغب أو قطع للطرقات. واستجاب سكان مدينة عدن لنداء شباب الثورة بتنفيذ عصيان مدني في يوم السبت من كل أسبوع، وذلك للتعبير عن رفضهم بقاء الرئيس علي عبد الله صالحوإصرارهم على محاكمته.

#### الأحد 8 مايو (هجوم على المعتصمين بتعز)
قتل محتجان في مدينة تعز وجرح 14 آخرين بعد أن اغلق المتظاهرين مكتب التربية والتعليم بالمدينة  وقتل آخر وأصيب 6 آخرون في الحديدة خلال مواجهات بين متظاهرين مطالبين برحيل الرئيس علي عبد الله صالح وعناصر أمنية، في حين تجددت المظاهرات بساحة التغيير فيصنعاء للدعوة إلى الزحف نحو القصر الرئاسي وإدانة أحزاب اللقاء المشترك لتفاوضها مع الرئيس. وأفادت رويترز أن مظاهرات تطالب برحيل صالح خرجت اليوم في مناطق من بينها جزيرةسقطرى في المحيط الهندي ومدينة إب جنوب غربي البلاد.
- المعارضة تهدد بالانحياز للمحتجين: منحت المعارضة اليمنية الرئيس علي عبد الله صالح 48 ساعة لقبول مبادرةٍ خليجية تقضي بتنحيه، ورفض هو توقيعها إلا بصفته رئيسا للحزب الحاكم، مهددة بالانحياز إلى شباب الثورة في رفضهم المبادرة. وحذر اللقاء المشترك في بيان اليوم مجلس التعاون الخليجي من "مراوغات النظام" التي ستؤدي إلى "تدهور "خطير" في الوضع، ودعا التكتل الخليجي إلى "موقف عملي". وأكد البيان تمسك اللقاء بالمبادرة، وبـ"تأكيدات الأشقاء أنهم لن يقبلوا بتغيير أو تبديل حرف واحد في الاتفاق".[232]

#### الإثنين 9 مايو (هجوم آخر على المعتصمين بتعز)
قتل 3 مدنيين في تعز عندما أطلقت قوات الأمن النار على مظاهرة معلمين لتحسين الأجور وضد صالح وشهدت المدينة انتشار لافتا للجيش منذ فجر اليوم بعد مقتل شخصين في المدينة ليلة أمس قبل أن تهاجم قوة مشتركة من الحرس الجمهوري والأمن المعتصمين مجددا فجر اليوم أمام مكتب التربية والتعليم وتطاردهم في مناطق سكنية. وبحسب شهود عيان فإن القوة أطلقت الرصاص باتجاه المتظاهرين واستخدمت الغاز المسيل للدموع بكثافة وخراطيم المياه. وقال الصحفي عبد القوي العزاني أن هذه القوات شنت «هجوما كاسحا» وأطلقت الرصاص الحي على المعتصمين وأصابت 12 شخصا على الأقل بجروح، وتحولت كل الشوارع المحيطة بمكان الاعتصام إلى مسرح مواجهات وتجمعات. وأدى هذا الهجوم إلى مقتل 4 أشخاص وجرح نحو 100، وتعرض أكثر من300 للاختناق بالغاز.
تجددت المظاهرات الغاضبة في ساحة التغيير بالعاصمة صنعاء لليوم الثالث على التوالي، وخرج شباب غاضبون يدعون للزحف نحو القصر الجمهوري وينددون بأحزاب المعارضة التي تسعى للتوقيع مع النظام على مبادرة من دول مجلس التعاون الخليجي تنص على تنحي الرئيس مقابل ضمانات بعدم محاكمته. وفي محافظة إب تظاهر مئات الآلاف للمطالبة بخلع الرئيس، ودعوا إلى محاكمته وأقاربه الذين يديرون الأجهزة الأمنية. كما شهدت مدينة البيضاء مسيرة حاشدة تطالب بالزحف نحو القصر الجمهوري. وردد المشاركون فيها شعارات ترفض المبادرة الخليجية وتنتقد بشدة اللقاء المشترك. وفي محافظة شبوة خرجت مسيرة مماثلة طالب المشاركون فيها بإسقاط النظام وبمحاكمة الرئيس. كما شهدت منطقتا قعطبة ودُمت في الضالع مسيرات مماثلة. وفي السياق ذاته خرجت مسيرات حاشدة من شباب الحديدة تضامناً مع أبناء مدينة تعز باتجاه مبنى المحافظة، حيث دعا الضباط هناك إلى تسليم مبنى المحافظة للثوار الشباب.
- رسالة إلى الملك السعودي: تسلم ملك السعودية عبد الله بن عبد العزيز رسالة من الرئيس اليمني، حسب ما أفادت وكالة الأنباء السعودية الرسمية (واس). وذكرت الوكالة أن الملك عبد الله استقبل رئيس الوزراء اليمني علي محمد مجور في الرياض، التي وصل إليها اليوم في زيارة لم يعلن عنها مسبقا، حاملا رسالة من الرئيس اليمني، لكنها لم تضف أي تفاصيل عن مضمون هذه الرسالة.[235]

#### 11 مايو
قتل متظاهران ثلاثة عشر من ضباط يرتدون ملابس مدنية في صنعاء، وإطلاق النار أكثر من خمسين. وفي تعز، احتجاجا على شدة تصاعد، مع المتظاهرين أحرقوا مركز الشرطة المحلي والاستيلاء على ثلاثة مبان حكومية بما في ذلك وزارة النفط؛ وقتل اثنين من المتظاهرين. قد دعا المتظاهرين للتصعيد في مظاهرة بتوسيع المخيمات، والإضرابات العامة، والاستيلاء على القصر الرئاسي يوم الثلاثاء إذا لم يتنحَ صالح قبل ذلك الحين.

#### 12 مايو
المتظاهرين أعدت بهم يوم الجمعة المقبل كبيرة، وتنوي في مارس على المباني الحكومية، على الرغم من أن تتوقع مقاومة قوي الأمن. وجاءت عدة مئات من رجال القبائل إلى صنعاء في محاولة لحماية المتظاهرين من قوات الأمن.

#### 13 مايو
الجلوس الوظائف زيادة، مع معسكر خيمة نشر ميلين منذ وقت طويل. وقال وزير النفط اليمنى كان إنتاج النفط وصولاً إلى النصف. احتشد عشرات الآلاف في ساحة التغيير مطالبين بالإطاحة بصالح، لكن صالح ألقي خطابا إلى أحد تجمعات نظموا له قائلا أنه سوف لا يتنحى.
وتوفي ثلاثة من المتظاهرين في آب مدينة في اليمن، بعد إصابته برصاص ضباط الأمن. وكان التجمع في صنعاء ضد صالح أربعة أميال طويلة، مما يجعلها واحدة من أكبر حتى الآن.

#### 15 مايو
استمرت المظاهرات في جميع أنحاء اليمن. المعارضة ترفض أي مبادرة دول مجلس التعاون الخليجي التي تمديد المهلة الزمنية لصالح كرئيس، وقال أن خطة مجلس التعاون الخليجي ميت. في اليمن الجنوبي، قتل عدة جنود مسلحون. إغلاق ثلاثة مبان للحكومة المحتجين في عدن وزادت ستينس. في المنصورة، احتج طلاب وأصيب عدد من الناشطين الشباب. في جزيرة سقطرى، تظاهر مئات نساء الدعوة لاستقالة صالح.

#### 17 مايو
كما استمرت المظاهرات في جميع أنحاء اليمن، وقالت المعارضة أنها تتمسك بالخطة الأصلية لدول مجلس التعاون الخليجي وأي شيء آخر، بعد أن دول مجلس التعاون الخليجي اقترح تغيير الصفقة في صالح صالح الحصول عليه للتنحي. المعارضة حذرت من أنه إذا لم تحصل دول مجلس التعاون الخليجي على صالح التنحي في أقرب وقت، سيحاول الشعب أبعاده بالقوة كما يحلو لهم لمحاكمته على الجرائم.

#### الجمعة 20 مايو
مع استمرار الاحتجاجات على مستوى البلاد، دعا الرئيس صالح لإجراء انتخابات مبكرة «وضع حد للأزمة». وقال المتحدث باسم صالح لأن صالح سيوقع اتفاق دول مجلس التعاون الخليجي اليوم الأحد، وعد الذي قال أنه حطم مرتين. وتعتقد المعارضة هذا هو مجرد خطوة لكسب الوقت، ووعد بمواصلة الضغط على صالح.

#### السبت 21 مايو
مجموعات المعارضة وقعت اتفاق دول مجلس التعاون الخليجي بعد أن قالت أنها تلقت تأكيدات صالح سيوقع «بالتأكيد» في اليوم التالي.

#### الأحد 22 مايو -«احتفالات عيد الوحدة»

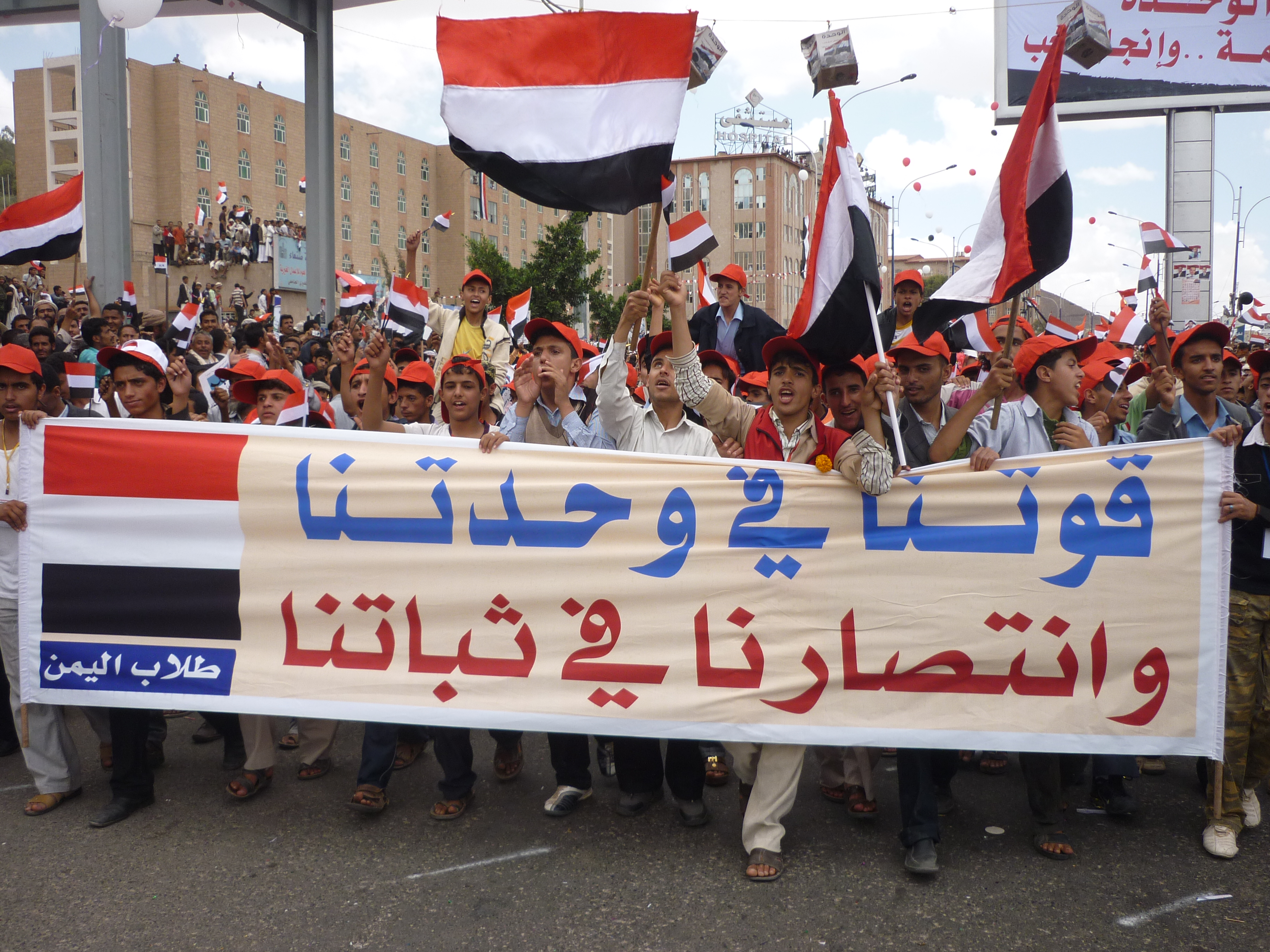
الطلاب اليمنيين في شارع الستين بصنعاء في عيد الوحدة اليمنية 22 مايو 2012

احتفل الثوار اليمنيون بالذكرى الواحدة والعشرين للوحدة اليمنية في أنحاء اليمن. وشهدت صنعاء احتفالا جماهيريا كبيرا نظمه شباب الثورة السلمية في شارع الستين، تميز ولأول مرة بتنظيم استعراض عسكري من دون رفع صورة للرئيس صالح.
أشار صالح إلى أن أنه لن يقبل بالشروط المتفق عليها مسبقاً للتوقيع على اتفاقية دول مجلس التعاون الخليجي. محاصرة عدد من المسلحين آلاف استأجرتها الحكومة لصالح الإمارات العربية المتحدة' السفارة في صنعاء، التي يقيم فيها دبلوماسيون من الولايات المتحدة والمملكة المتحدة، والاتحاد الأوروبي، ودول مجلس التعاون الخليجي من خلال الجهود الدولية الرامية إلى رصد ما كان يأمل الدبلوماسيون وجماعات المعارضة سيكون البداية لمرحلة انتقالية سلمية.
- وصف القيادي في ثورة الشباب السلمية بعدن عبد الله الخضيري احتفالية الثوار بالعيد الواحد والعشرين للوحدة اليمنية بأنه عكس مذاقا خاصا للمناسبة لم يسبق أن تذوقه الثوار منذ عشرين عاما. وكان جموع الثوار المشاركين في المسيرة الاحتفالية والذين قدم عدد منهم من محافظات أبين ولحج والضالع، قد أطلقوا الألعاب النارية في الهواء وهتفوا بأصوات عالية «لا شمال لا جنوب وحدتنا وحدة قلوب»، «لا للظلم أو التشطير وحدة وحدة مع التغيير».
- مدينة المكلا شهدت هي الأخرى مسيرات احتفالية بالوحدة بمشاركة الآلاف من المحتجين الذين انطلقوا عصر الأحد من ساحة التغيير بكورنيش المكلا، وطافوا عددا من الأحياء وقاموا خلالها بحملة تنظيف لما تبقى من صور لعلي صالح على المباني الحكومية.
- أكدّ قادة بالحراك الجنوبي أن دعوات الانفصال أو ما تسمى «فك الارتباط» بدولة الوحدة قد خفتت مع تفجر ثورة الشباب السلمية المطالبة بإسقاط النظام.

#### الإثنين 23 مايو (اشتباكات في صنعاء)
- قتل ثلاثة اشخاص واصيب 25 على الأقل بجروح في مواجهات عنيفة جرت الاثنين بين قوات الأمن اليمنية ومسلحيين قبليين موالين لشيخ قبائل حاشد صادق الأحمر إحدى شخصيات المعارضة في العاصمة صنعاء.[250]

#### الثلاثاء 24 مايو
قتل أربعة اشخاص وجرح عدد كبير في الهجوم الذي استهدف منزل صادق الأحمر بالمدفعية الثقيلة.

#### الأربعاء 25 مايو
ارتفعت حصيلة قتلى المواجهات إلى 69 قتيلا وعشرات الجرحى، بينهم 51 قتيلا من أنصار الأحمر وأعضاء لجنة الوساطة والقبائل المتضامنة وسكان المنازل المجاورة لمنزله. وفي المساء، أفيد بأن رجال القبائل سيطروا مبنى وزارة الداخلية ومبنى التلفزيون، ومبنى شركة الطيران اليمنية.

#### الخميس 26 مايو
حاصرت رجال القبائل معسكر تابع للحرس الجمهوري (اللواء 62) في منطقة نهم (80 كم) شمال شرق صنعاء في محاولة لمنعهم من الانضمام إلى القتال في العاصمة. رجال القبائل ادعوا أن زحفهم على المعسكر ردا على هجوم سابق منهم على قرية في المنطقة. وقتل 11 ضابطاً وجنديا من افراد اللواء 63 حرس جمهوري في نهم شرق صنعاء بينهم قائد اللواء واعتقال 14 جنديا وقال الشيخ حامد عاصم لرويترز ان مقاتليه قتلوا قائد المعسكر وأصابوا جنودا في الحرس الجمهوري بينما قتل ستة من رجاله في الاشتباك بنيران المدافع الرشاشة وقذائف صاروخية.
للمزيد عن أحداث أرحب ونهم أنظر قصف أرحب.
امرت وزارة الخارجية الأمريكية الرعايا الأمريكيين والموظفين غير الضروريين في البعثة الأمريكية بصنعاء بمغادرة اليمن نظرا لتدهور الحالة الأمنية في البلاد.
- اعلنت وكالة الانباء اليمنية الرسمية عن مقتل أربعة اشخاص لدى تجدد القتال في صنعاء يوم الخميس.
- في زنجبار قتل شخصان وأصيب آخرون بعد سيطرة مسلحين -تقول الحكومة إنهم ينتمون لتنظيم القاعدة بجزيرة العرب- على مدينة زنجبار بمحافظة أبين جنوبي البلاد، فيما يواصل آلاف المدنيين بينهم نساء وأطفال نزوحهم إلى المناطق المجاورة، في حين تبادل الناشطون السياسيون وحزب المؤتمر الشعبي الحاكم الاتهامات حيال هذه الأحداث.[257]

#### جمعة سلمية الثورة 27 مايو

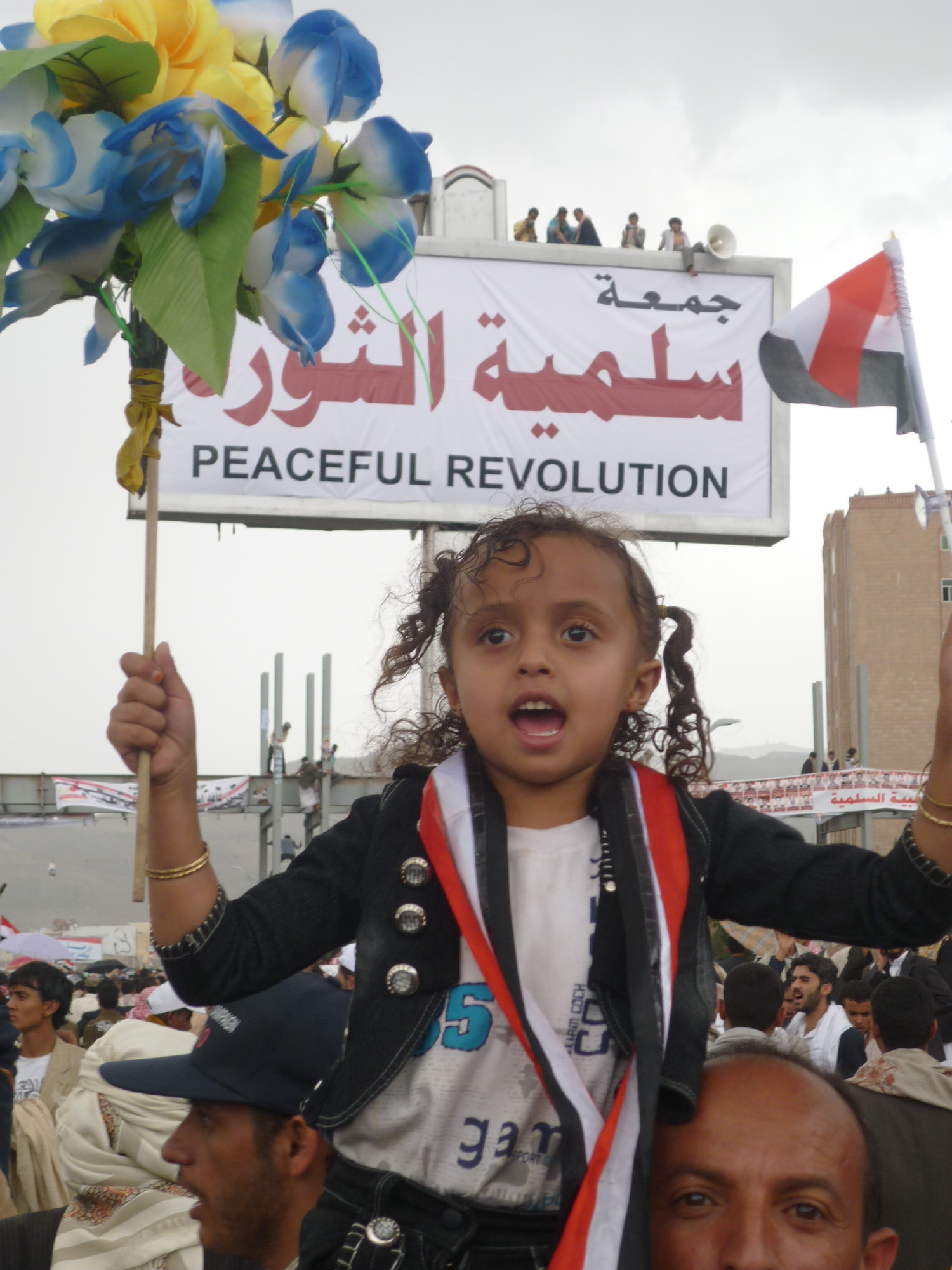
فتاة يمنية تحمل علم اليمن والزهور في شارع الستين بصنعاء في 27 مايو 2012

في مساء يوم 27 مايو أعلن وقف إطلاق النار ،، وفي اليوم التالي، تم الاتفاق على هدنة لافساح المجال للسكان للخروج من مناطق الاشتباكات، ومع ذلك أنهار اتفاق وقف إطلاق النار قبل 31 مايو، واستمر القتال في شوارع صنعاء. وسيطر رجال القبائل على مقر المؤتمر الشعبي العام الحاكم.

#### السبت 28 مايو
- أعلن مسؤول في أجهزة الأمن اليمنية ان ثلاثة فرنسيين يعملون في المجال الإنساني بينهم امرأتان اعتبروا السبت في عداد المفقودين في حضرموت في جنوب شرق اليمن، مرجحا ان يكونوا قد تعرضوا للخطف.[262]
- أعرب مسؤولون أمريكيون عن قلقهم نظرا لتعقد الجهود الرامية للتوصل إلى اتفاق بنقل السلطة في اليمن، وحذروا من استغلال تنظيم «القاعدة» للوضع هناك.[263]

#### الأحد 29 مايو
- في خطوة جريئة للحد من الإعلام المعارض، قطعت السلطات اليمنية ممثلة بوزارة الاتصالات وتقنية المعلومات خدمة الاتصال الدولي والتواصل مع الهاتف الثابت عن شركة سبأفون التي يملكها المعارض ورجل الأعمال الشيخ حميد الأحمر. وحملت شركة سبأفون قيادة وزارة الاتصالات المسئولية القانونية عن قطع خدمات الدولي والثابت والإنترنت عن مشتركيها.[264]
- اقتحمت القوات الموالية للرئيس اليمني ساحة الاعتصام بتعز وخلفت عشرات القتلى والجرحى في سبيل إخلائها بالقوة.

#### الإثنين 30 مايو
- وصل عدد قتلى اقتحام ميدان الحرية بتعز 57 متظاهرا على الأقل ومئات الجرحى. تم الاستعانة بالأسلحة الثقيلة والدبابات خلال الاقتحام.[265][266] من جهتها، أدانت الولايات المتحدة الأمريكية الهجوم غير المبرر على المتظاهرين سلمياً وأشاد بيان صادر عن سفارة الولايات المتحدة بصنعاء بالشباب المتظاهرين الذين أظهروا العزيمة وضبط النفس وأوصلوا وجهات نظرهم عبر الطرق السلمية.[267]
- في زنجبار، قصفت طائرات وزوارق حربية يمنية مواقع يُعتقد أنها لتنظيم «القاعدة» بالقرب من المدينة، التي يسيطر عليها مسلحو التنظيم. وقال شهود، وهم من سكان القرى المجاورة، «ان قصفاً من الجو والبحر استهدف منطقتي باجدار والخلا، شرق زنجبار، يعتقد ان مسلحين من القاعدة يتحصنون في هاتين المنطقتين».[268]

#### الثلاثاء 31 مايو
- مصادر أكّدت أن انفجارات عنيفة دوّت واشتباكات تدور بجانب وزارة الداخلية والشرطة العسكرية ومحيط منزل شيخ مشايخ قبيلة حاشد الشيخ صادق الأحمر والمؤسسات الحكومية القريبة منه. وذكرت المصادر أن قوات الرئيس اليمني أطلقت عشرات القذائف والصواريخ من جبل نقم على منزل الأحمر ومحيطه مما أسفر عن انفجارات في المنزل والمنازل المجاورة.[269] شملت هذه الاشتباكات العنيفة شارع عمران وشارع مأرب وشارع الدائري المقابل لساحة التغيير التي قال شهود عيان أنها صدت عملية اقتحام لساحة التغيير بالعاصمة اليمنية صنعاء. تجاوز قتلى هذا اليوم سبعة اشخاص وفق مصادر طبية،[270] قال شهود عيان أيضاً أن السفير الأمريكي غادر صنعاء متجهاً لمكان مجهول متنكراً يعتقد أنه صوب المطار.[271]
- في تعز، قتل سبعة متظاهرين برصاص الأمن.[270]
- في زنجبار حصدت المواجهات المستمرة بين الجيش ومسلحي القاعدة 13 جنديا.[270]

### يونيو

#### الأربعاء 1 يونيو
قالت وزارة الدفاع ان أربعة عشر جنديا لقوا مصرعهم في القتال بين عشية وضحاها مع رجال القبائل ، وقالت الحكومة أنها قد أجلت دبلوماسييها بسبب استمرار الاشتباكات في أنا رأس المال. متأخرة خلال اليوم، عدة انفجارات كبيرة هزت المدينة، لو لم تتوفر تقارير فورية عن الأضرار والإصابات. جندت حوالي 1000 جندي المنشقة الموالية للعامة على محسن الأحمر في الحفل مع مقاتلي حاشد لأول مرة في المساء، ووفقا  صحيفة وول ستريت جورنال .

#### الخميس 2 يونيو
أفادت  صحيفة كريستيان ساينس مونيتور، أن الرئيس اليمنى على عبد الله صالح نشر قوات مكافحة الإرهاب التي دربتها الولايات المتحدة لمحاربة رجال القبائل والجيش المنشق الذي أيد الثورة.

## الارتباطات الخارجية
- الانتفاضة التغطية المستمرة في  قناة الجزيرة
- اليمن الاضطرابات – تغطية حية في  صحيفة الجارديان
- دفق الفيديو الوقت الحقيقي اليمن على التردد
- تلزيم الموارد لليمن الانتفاضة، في CrowdVoice.org
- مشروع السلام اليمن
- المشروع التهديدات الحرجة في AEI في احتجاجات اليمن
- اليمن في مجموعة الأزمات الدولية

مقالات
- بودينير، كريس (27 يناير 2011). «مشاهد من اليمن».  المحيط الأطلسي .
- ماكي، روبرت (27 يناير 2011). الاحتجاجات في اليمن».  نيويورك تايمز .
- ال-صكاف، ناديه (14 مارس 2011). «اليمنية تعزيز حركات الشباب».  يمن تايمز .
- الإرياني، عبد الغني (17 مارس 2011). «اليمن:' الفوضى حسب التصميم '». قناة الجزيرة.
- هيل، جيني (23 مارس 2011). "الرياض ستقرر مصير على عبد الله صالح & nbsp;--ومن اليمن. الجارديان .
- الرأس، جاكلين (23 مارس 2011). «الخوف مستقبل اليمن في». قناة الجزيرة.
- كارابيكو، شيلا (24 مايو 2011). «ليست الاحتفال بيوم الوحدة في اليمن» قناة الشرق الأوسط، السياسة الخارجية.
- كارابيكو، شيلا (3 مايو 2011). «لا خروج: أزمة وجودية في اليمن» تقرير الشرق الأوسط على الإنترنت.
- كارابيكو، شيلا (24 مارس 2011). «أسوأ وأفضل حالة سيناريوهات لليمن» قناة الشرق الأوسط، السياسة الخارجية.
- كارابيكو، شيلا (22 مارس 2011).«اليمن: ستة» الحقائق «إلى مسألة» كريستيان ساينس مونيتور.